# Buffy contre les vampires
Pour le jeu dérivé, voir Buffy contre les vampires (jeu de cartes).
Angel
Buffy contre les vampires (Buffy the Vampire Slayer) est une série télévisée américaine de 144 épisodes d'environ 43 minutes du genre fantasy urbaine créée par Joss Whedon et diffusée du 10 mars 1997 au 22 mai 2001 sur le réseau The WB pour les cinq premières saisons, puis du 2 octobre 2001 au 20 mai 2003 sur le réseau UPN pour les deux dernières.
Adaptation libre du film Buffy, tueuse de vampires (1992), dont Whedon était le scénariste, la série raconte l'histoire de Buffy Summers (Sarah Michelle Gellar), la Tueuse de vampires en activité, qui vient d'emménager dans la ville de Sunnydale avec sa mère. Issue d'une longue lignée d'Élues aux pouvoirs mystiques et surnaturels, elle doit affronter les forces du mal, comme les vampires et les démons. Étudiant au lycée de Sunnydale, elle est aidée dans sa mission par Rupert Giles (Anthony Stewart Head), son Observateur, chargée de la guider et de la conseiller, et de ses amis Willow Rosenberg (Alyson Hannigan) et Alexander Harris (Nicholas Brendon), qui combattent à ses côtés.
La première diffusion des épisodes de la série attire en moyenne entre 4 et 6 millions de téléspectateurs aux États-Unis, ce qui constitue un succès pour le relativement jeune et modeste réseau de diffusion The WB. Recevant des critiques généralement positives, la série a notamment été classée dans plusieurs listes établies par des magazines spécialisés. Elle est plusieurs fois nommée aux Emmy Awards et aux Golden Globes, remportant au total trois Emmy Awards et son succès entraîne la création de nombreux produits dérivés, dont des comics, des romans et des jeux vidéo. Une large communauté de fans se constitue autour de la série, qui attire l'attention des milieux académiques et influence d'autres séries télévisées,. À partir de 1999, Buffy aura également droit à sa série dérivée, Angel, centrée sur le personnage de David Boreanaz.
Après son arrêt, la série s'est poursuivie en comics durant cinq saisons co-écrites par Joss Whedon entre 2007 et 2018 et considérées comme étant canon par ce dernier. Une série télévisée co-produite par Gellar servant de suite directe et ignorant les événements des comics est en cours développement pour les services Hulu et Disney+.

## Résumé
Buffy Summers, la Tueuse de vampires en activité, vient d'emménager dans la ville de Sunnydale avec sa mère Joyce. Issue d'une longue lignée d'Élues aux pouvoirs mystiques et surnaturels, elle doit affronter les forces du mal, comme les vampires et les démons. Étudiant au lycée de Sunnydale, elle est aidée dans sa mission par le bibliothécaire du lycée Rupert Giles, son nouvel Observateur, chargée de la guider et de la conseiller, et de deux autres lycéens avec lesquels elle se lie d'amitié, Willow Rosenberg et Alexander Harris, qui combattent à ses côtés. lls sont également aidés dans leur combat par le mystérieux Angel, un homme qui se révèle être un vampire âgé de plusieurs siècles, doté d'une âme à la suite d'une malédiction lancée par des Bohémiens, et dont Buffy tombe amoureuse. Ensemble, ils découvrent que la ville est située sur une Bouche de l'Enfer, ce qui attire toutes sortes de créatures du mal. Pendant plusieurs années, le groupe affronte plusieurs menaces mystiques et surnaturelles. Il est aidé, occasionnellement ou régulièrement, par différents alliés rencontrés au fur et à mesure de ses aventures.  
La Tueuse et ses proches sont aussi confrontés à d'autres êtres exceptionnellement dangereux et puissants. Le premier d'entre eux est le Maître, un vampire âgé et puissant qui, piégé sous terre, cherche à se libérer et déclencher l'Apocalypse pour régner sur la Terre. La fin de la première saison est marquée par la brève mort de Buffy, suivie de sa résurrection et de sa victoire finale contre le Maître, sauvant Sunnydale et le monde de l'Apocalypse. Les saisons suivantes montrent la lutte de Buffy et ses amis contre le maléfique Angelus et les vampires Spike et Drusilla (saison 2), le Maire et Faith (saison 3), Adam (saison 4), Gloria (saison 5), le Trio et Dark Willow (saison 6) et enfin la Force (saison 7).   
Les personnages et les relations qu'ils entretiennent les uns avec les autres évoluent grandement au cours de la série. Buffy et Angel tombent amoureux, avant que l'impossibilité de leur histoire ne pousse le vampire à rompre et à quitter Sunnydale dans la saison 3, en même temps que Cordelia Chase et que Wesley Whyndam-Pryce. Entrée à l'université, Buffy commence alors une relation avec Riley Finn, soldat de l'Initiative, dans la saison 4. À cette période, Willow, qui avait commencé à pratiquer la magie et s'était mise en couple avec le loup-garou Oz dans la saison 2, est quittée par ce dernier, et commence une relation avec la sorcière Tara Maclay, alors qu'Alex se remet de la fin de sa relation avec Cordelia commencée en saison 2 en sortant avec Anya, un ancien démon vengeur redevenu humain. La saison 5 voit l'apparition mystérieuse de Dawn Summers, la petite sœur de Buffy, en réalité une Clé magique convoitée par une déesse et envoyée à la Tueuse par des moines sous la forme d'une petite sœur. Après le départ de Riley et la mort de Joyce d'une rupture d'anévrisme, Buffy meurt dans son combat final contre Gloria. Elle est ressuscitée quelques mois plus tard par Willow et les autres en saison 6. La Tueuse, atteinte de dépression, entame alors une relation intense et toxique avec le vampire Spike, jusqu'à ce que le vampire récupère son âme à la fin de la saison, après que le monde ait été sauvé de Dark Willow, née à la suite de la mort de Tara. La saison 7 voit Buffy et ses amis accueillir, protéger et entraîner des Tueuses Potentielles en vue d'un combat contre le Force, une très puissante et ancienne entité magique, source du Mal dans le monde. La fin du dernier épisode de la série voit la fermeture de la Bouche de l'Enfer, la destruction de Sunnydale et la victoire du groupe contre la Force. 
La série s'achève sur Buffy qui, réalisant qu'elle n'a plus la responsabilité de porter seule le poids du monde sur ses épaules et qu'elle peut à présent espérer avoir une vie un peu plus normale, esquisse un sourire.  

## Distribution
Buffy Summers, jouée par Sarah Michelle Gellar, est la Tueuse de vampires, membre d'une longue lignée de jeunes femmes choisies par le destin pour combattre les forces du mal. La Tueuse est dotée d'une force surhumaine, ainsi que d'une grande agilité, d'une guérison accélérée, d'une intuition très forte et de clairvoyance (sous forme de rêves prophétiques).
Buffy est guidée, entraînée et assistée par son Observateur, Rupert Giles (Anthony Stewart Head). Son rôle est aussi de rechercher la nature des créatures surnaturelles que Buffy affronte et ainsi lui fournir des moyens de les vaincre. 
Buffy est en outre aidée par les amis qu'elle a rencontrés au lycée de Sunnydale : Willow Rosenberg (Alyson Hannigan) et Alexander Harris (Nicholas Brendon). Willow est au début une intellectuelle réservée ; elle contraste avec la personnalité avenante de Buffy. À mesure que la série progresse, Willow gagne en assurance, devenant une sorcière puissante et affirmant son lesbianisme, qu'elle a découvert au cours de la série. Alex, quant à lui, n'a aucun pouvoir surnaturel (sauf à considérer sa formation militaire de soldat américain  par magie lors de l'épisode Halloween qu'il garde : il sait manier un lance-roquette, des fusils, diriger les lycéens de Sunnydale lors de l'ascension du Maire, bien qu'il n'ait jamais pris de cours militaire) et sert de faire-valoir. Il apporte ainsi l'élément comique et un point de vue terre à terre.
Les autres personnages à avoir été présents au générique de la série sont Cordelia Chase (Charisma Carpenter), la garce pom-pom girl stéréotypée du lycée ; Angel (David Boreanaz), un vampire doté d'une âme et premier grand amour de Buffy ; Oz (Seth Green), un loup-garou guitariste et petit ami de Willow pendant un temps ; Spike (James Marsters), vampire rebelle longtemps ennemi mortel de Buffy avant d'en tomber amoureux ; Riley Finn (Marc Blucas), soldat de l'organisation militaire l'Initiative qui a une relation romantique avec Buffy ; Anya Jenkins (Emma Caulfield), une ancienne démone vengeresse qui connaît une relation tumultueuse avec Alex ; Dawn Summers (Michelle Trachtenberg), la petite sœur de Buffy qui apparaît mystérieusement au début de la saison 5 ; et Tara Maclay (Amber Benson), une sorcière dont Willow tombe progressivement amoureuse.
À plusieurs reprises, Whedon s'amuse avec le statut de personnage principal. Il aurait par exemple souhaité inclure l'acteur Eric Balfour dans le générique, afin de choquer les spectateurs lors de la mort de son personnage mais la série n'avait pas un assez gros budget pour cela. Le vœu de Whedon fut finalement exaucé lors de l'épisode Rouge passion avec le personnage d'Amber Benson, Tara Maclay, créditée pour la première fois au générique depuis trois saisons et dont le personnage meurt dans les dernières minutes de l'épisode. Enfin le générique de Superstar, s'il ne crédite pas le personnage de Jonathan Levinson, est truffé d'images de lui. On peut ainsi penser qu'il est le véritable héros, ce qui est le principe de l'épisode.

### Acteurs principaux
- Sarah Michelle Gellar (VF : Claire Guyot) : Buffy Summers
- Nicholas Brendon (VF : Mark Lesser) : Alexander Harris
- Alyson Hannigan (VF : Virginie Ledieu) : Willow Rosenberg
- Charisma Carpenter (VF : Malvina Germain) : Cordelia Chase (saisons 1 à 3)
- Anthony Stewart Head (VF : Nicolas Marié) : Rupert Giles (saisons 1 à 5, récurrent saisons 6 et 7)
- David Boreanaz (VF : Patrick Borg) : Angel (saisons 2 et 3, récurrent saison 1, invité saisons 4, 5 et 7)
- Seth Green (VF : Franck Capillery / Serge Faliu) : Daniel « Oz » Osbourne (saisons 3 et 4, récurrent saison 2)
- James Marsters (VF : Serge Faliu) : Spike (saisons 4 à 7, récurrent saison 2, invité saison 3)
- Marc Blucas (VF : Bruno Raina) : Riley Finn (saisons 4 et 5, invité saison 6)
- Emma Caulfield (VF : Marine Boiron) : Anya Jenkins (saisons 5 à 7, récurrente saisons 3 et 4)
- Michelle Trachtenberg (VF : Chantal Macé) : Dawn Summers (saisons 5 à 7)
- Amber Benson (VF : Laurence Crouzet) : Tara Maclay (saison 6, récurrente saisons 4 et 5)

Photos des acteurs principaux
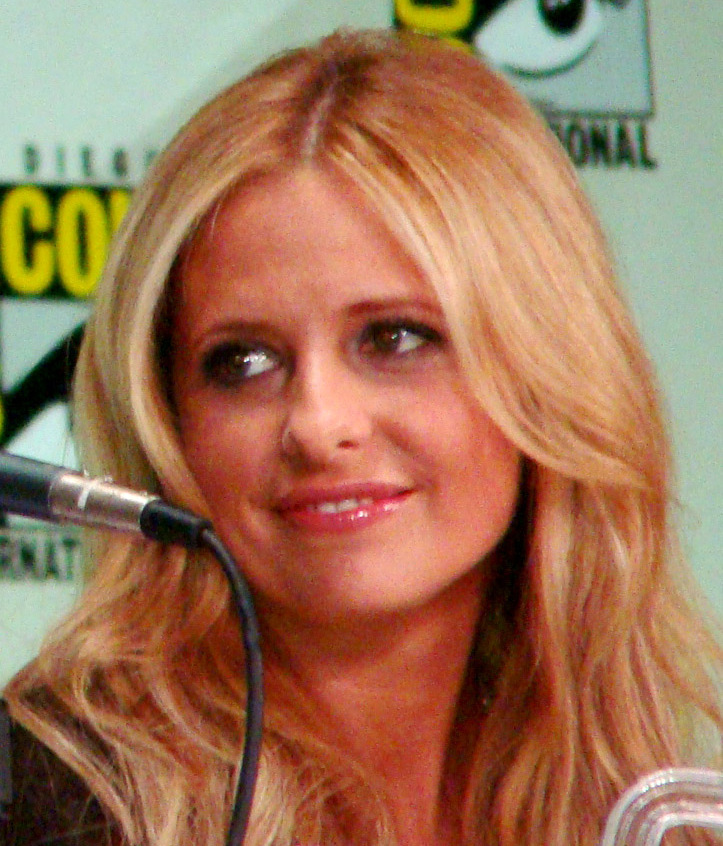
Sarah Michelle Gellar dans le rôle de Buffy Summers
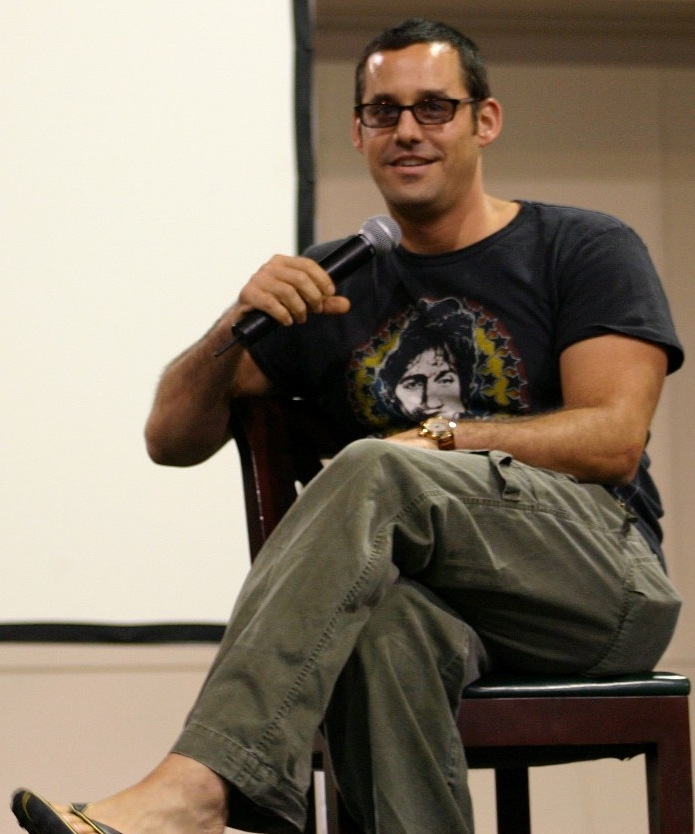
Nicholas Brendon dans le rôle d'Alexander Harris
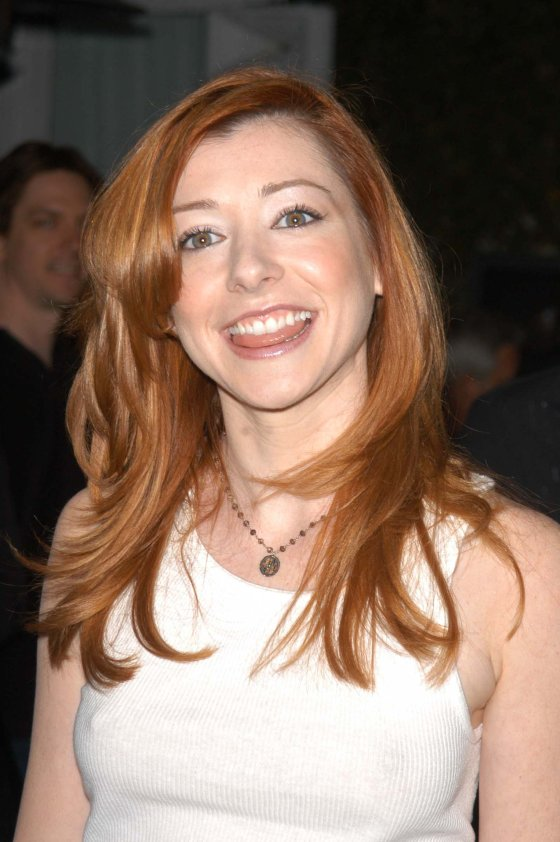
Alyson Hannigan dans le rôle de Willow Rosenberg
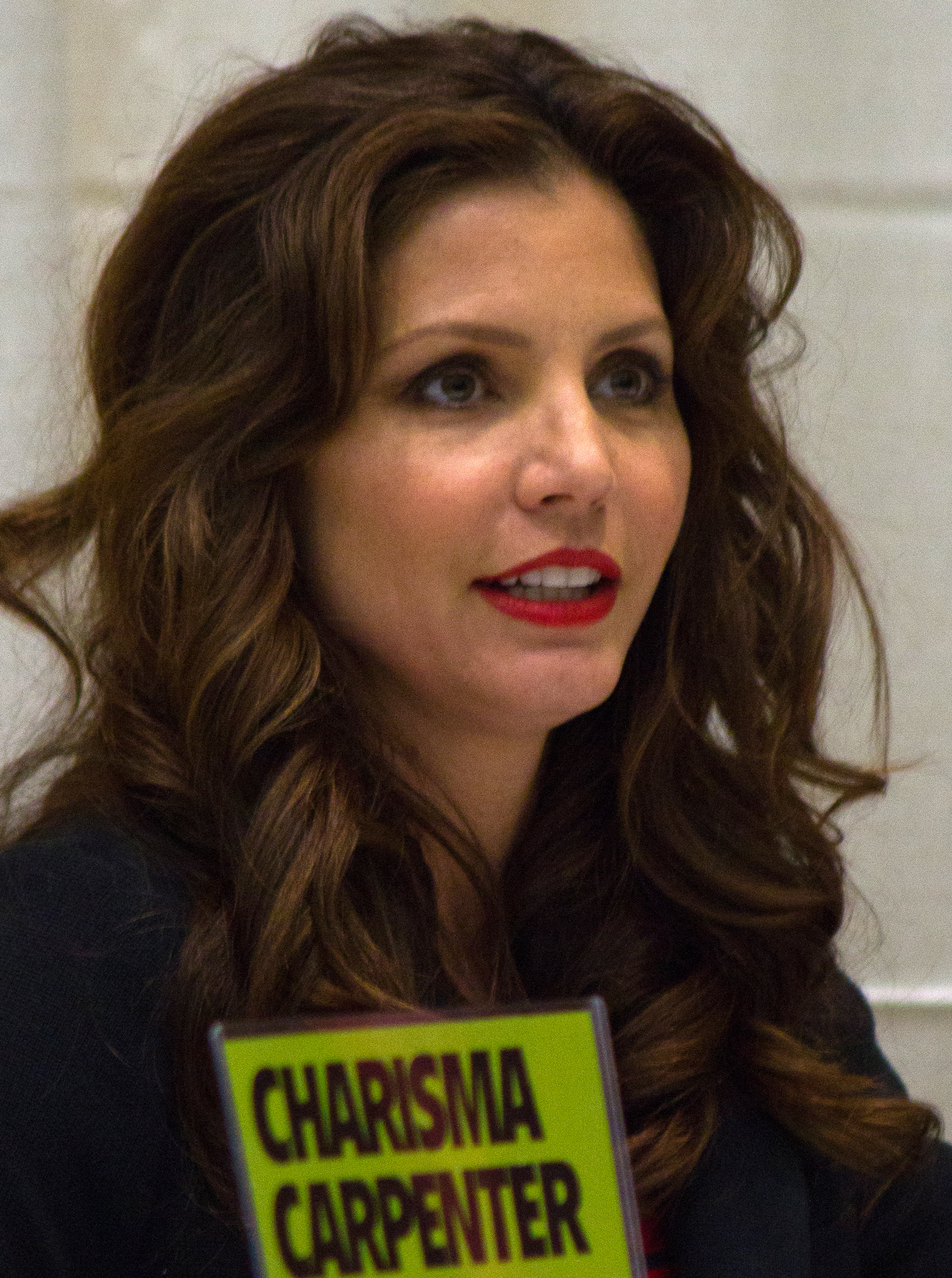
Charisma Carpenter dans le rôle de Cordelia Chase
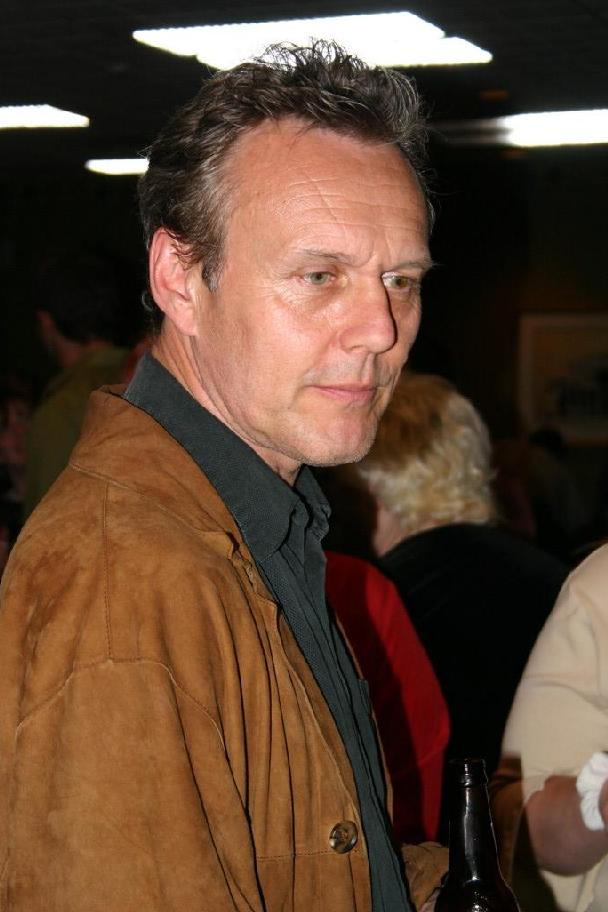
Anthony Stewart Head dans le rôle de Rupert Giles
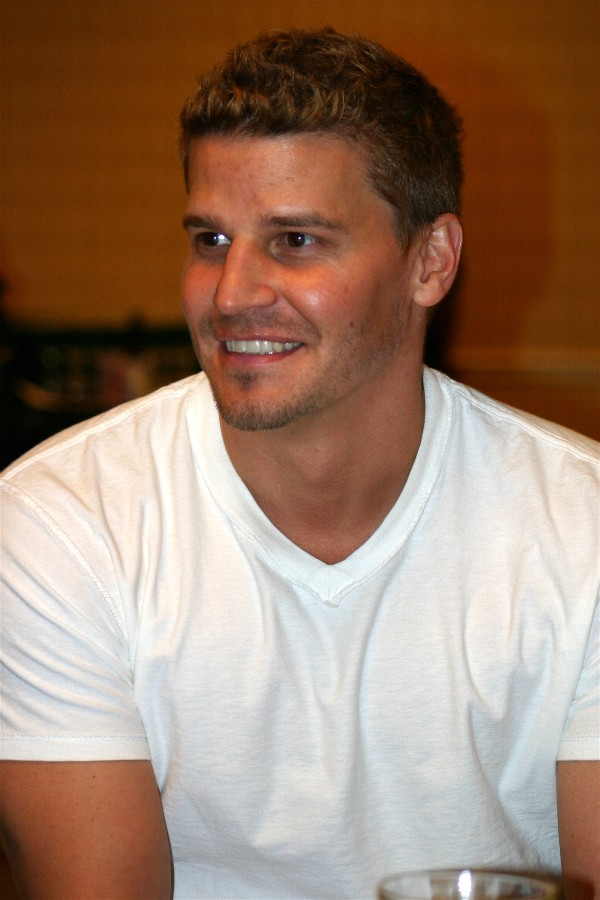
David Boreanaz dans le rôle d'Angel
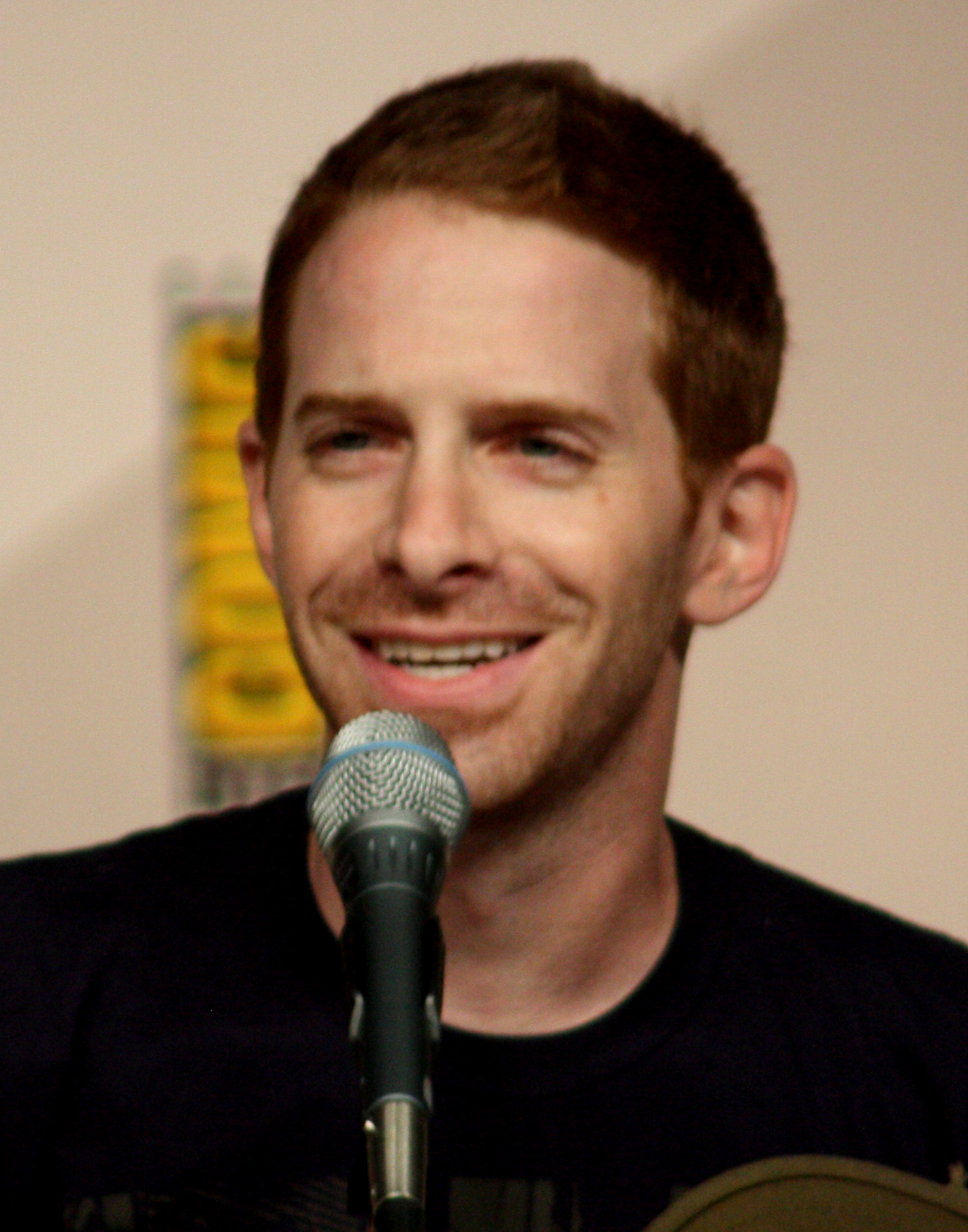
Seth Green dans le rôle de Daniel "Oz" Osbourne
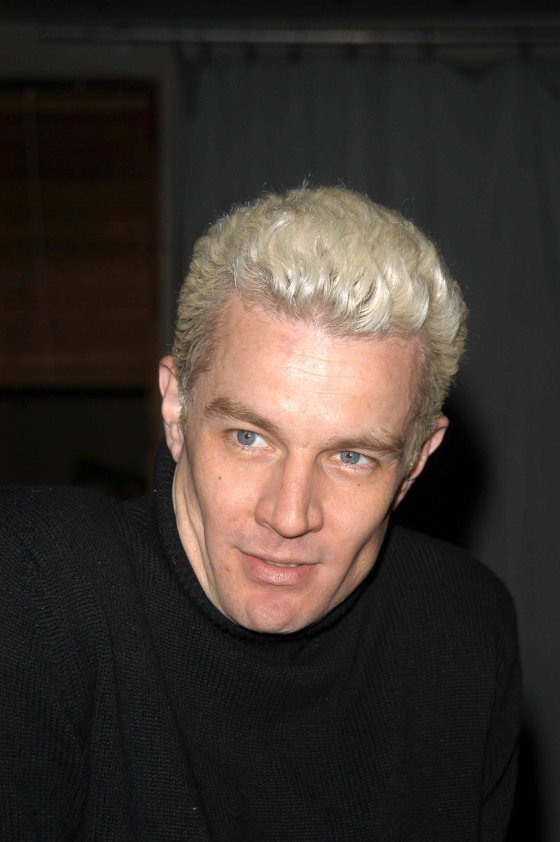
James Marsters dans le rôle de Spike
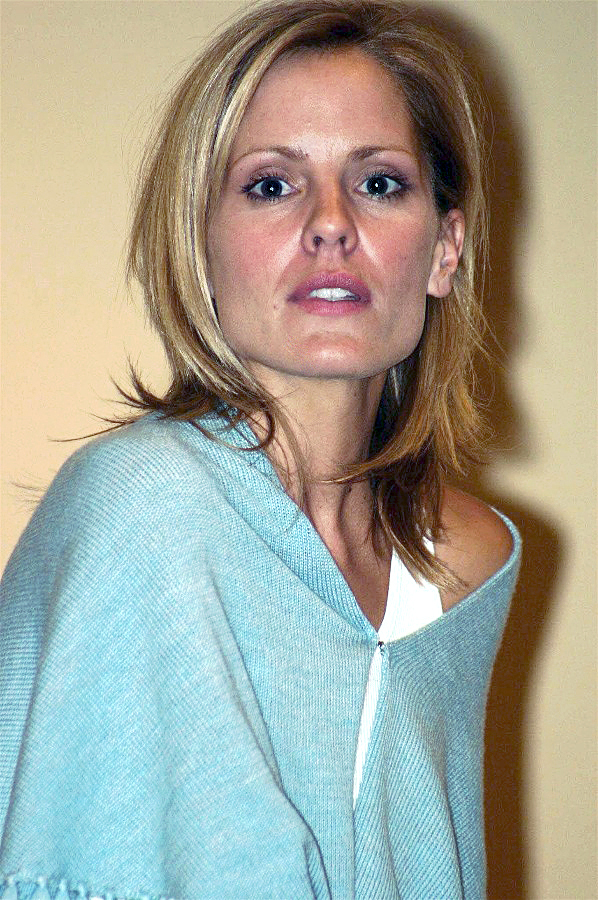
Emma Caulfield dans le rôle d'Anya Jenkins
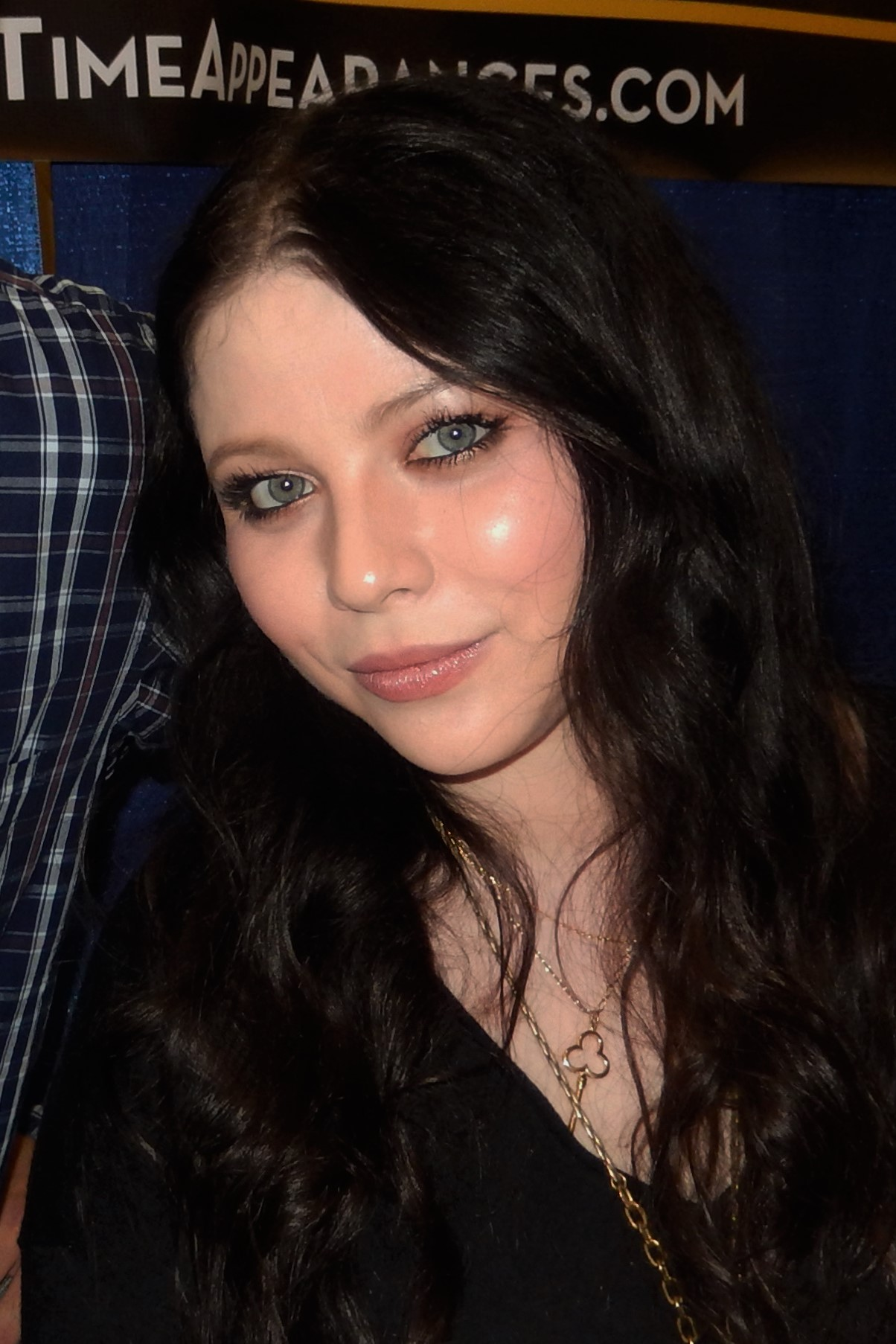
Michelle Trachtenberg dans le rôle de Dawn Summers
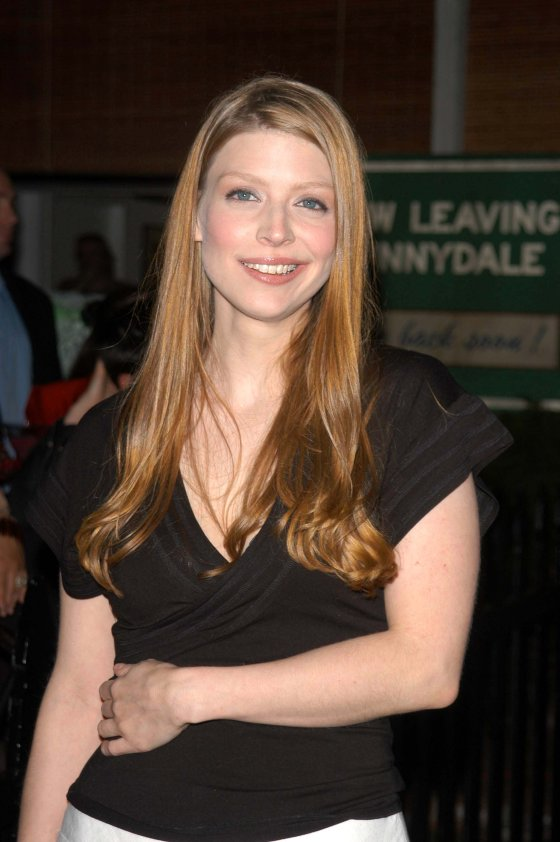
Amber Benson dans le rôle de Tara Maclay

De nombreux personnages ont des rôles récurrents tout au long de la série, que ce soit en tant qu'alliés ou qu'antagonistes de Buffy. Ainsi, Joyce Summers (Kristine Sutherland), la mère de Buffy, ancre la vie des personnages dans la normalité. C'est le personnage qui apparaît dans le plus grand nombre d'épisodes sans jamais avoir été présent au générique. Jenny Calendar (Robia LaMorte), professeur d'informatique au lycée de Sunnydale, Faith Lehane (Eliza Dushku), une autre Tueuse de vampires, Wesley Wyndam-Pryce (Alexis Denisof), un Observateur maniéré et timoré, le proviseur du lycée Robin Wood (D. B. Woodside) et la Tueuse potentielle Kennedy (Iyari Limon) font également partie de l'entourage de Buffy durant des périodes diverses.
| Acteurs               | Personnages                                                               | Saisons                                           | Saisons                                           | Saisons                                           | Saisons                                           | Saisons                                           | Saisons                                                      | Saisons                                            |
| Acteurs               | Personnages                                                               | 1                                                 | 2                                                 | 3                                                 | 4                                                 | 5                                                 | 6                                                            | 7                                                  |
| --------------------- | ------------------------------------------------------------------------- | ------------------------------------------------- | ------------------------------------------------- | ------------------------------------------------- | ------------------------------------------------- | ------------------------------------------------- | ------------------------------------------------------------ | -------------------------------------------------- |
| Sarah Michelle Gellar | Buffy Summers, le Buffy-robot, Faith Lehane (dans un épisode) et la Force | Principale                                        | Principale                                        | Principale                                        | Principale                                        | Principale                                        | Principale                                                   | Principale                                         |
| Nicholas Brandon      | Alexander "Alex" Harris et le Alex-Vampire                                | Principal                                         | Principal                                         | Principal                                         | Principal                                         | Principal                                         | Principal                                                    | Principal                                          |
| Alyson Hannigan       | Willow Rosenberg et la Willow-Vampire                                     | Principale                                        | Principale                                        | Principale                                        | Principale                                        | Principale                                        | Principale avec mention spéciale de son personnage           | Principale avec mention spéciale de son personnage |
| Charisma Carpenter    | Cordelia Chase                                                            | Principale                                        | Principale                                        | Principale                                        |                                                   |                                                   |                                                              |                                                    |
| Anthony Stewart Head  | Rupert Giles                                                              | Principal avec mention spéciale de son personnage | Principal avec mention spéciale de son personnage | Principal avec mention spéciale de son personnage | Principal avec mention spéciale de son personnage | Principal avec mention spéciale de son personnage | Récurrent                                                    | Récurrent                                          |
| David Boreanaz        | Angel et Angelus                                                          | Récurrent                                         | Principal                                         | Principal                                         | Invité                                            | Invité                                            |                                                              | Invité                                             |
| Seth Green            | Daniel "Oz" Osbourne                                                      |                                                   | Récurrent                                         | Principal                                         | Principal puis invité                             |                                                   |                                                              |                                                    |
| James Marsters        | Spike, William Skinner et la Force                                        |                                                   | Récurrent                                         | Invité                                            | Invité puis principal                             | Principal                                         | Principal                                                    | Principal                                          |
| Marc Blucas           | Riley Finn                                                                |                                                   |                                                   |                                                   | Récurrent puis principal                          | Principal                                         | Invité                                                       |                                                    |
| Emma Caulfield        | Anya Jenkins                                                              |                                                   |                                                   | Récurrente                                        | Récurrente                                        | Principale                                        | Principale                                                   | Principale                                         |
| Michelle Trachtenberg | Dawn Summers                                                              |                                                   |                                                   |                                                   |                                                   | Principale à partir de sa deuxième apparition     | Principale à partir de sa deuxième apparition                | Principale à partir de sa deuxième apparition      |
| Amber Benson          | Tara Maclay                                                               |                                                   |                                                   |                                                   | Récurrente                                        | Récurrente                                        | Récurrente puis principale durant un épisode puis récurrente |                                                    |

### Acteurs récurrents

#### Introduits lors de la saison 1
- Kristine Sutherland (VF : Danièle Douet) : Joyce Summers et la Force (saisons 1 à 5, invitée saisons 6 et 7)
- Mark Metcalf (VF : Hervé Bellon) : Le Maître et la Force (saison 1, invité saisons 2, 3 et 7)
- Julie Benz (VF : Catherine Privat [saison 1], Laurence Crouzet [saison 2] et Charlotte Marin [saison 5]) : Darla (saison 1, invitée saisons 2 et 5)
- Robia LaMorte (VF : Sophie Arthuys) : Jenny Calendar et la Force (saisons 1 et 2, invitée saison 3)
- Armin Shimerman (VF : Michel Paulin) : Principal R. Snyder (saisons 1 à 3, invité saison 4)
- Andrew J. Ferchland (en) : Collin / Le Juste des Justes (saisons 1 et 2)

#### Introduits lors de la saison 2
- Juliet Landau (VF : Dorothée Jemma) : Drusilla et la Force (saisons 2 et 7, invitée saison 5)
- Bianca Lawson (VF : Magali Barney) : Kendra Young
- Danny Strong (VF : Sébastien Desjours) : Jonathan Levinson et la Force (saisons 2, 3, 6 et 7, invité saison 4)

#### Introduits lors de la saison 3
- Eliza Dushku (VF : Séverine Morisot / Sophie Riffont) : Faith Lehane et Buffy Summers (saisons 3 et 7, invitée saison 4)
- Harry Groener (VF : Joseph Falcucci) : Richard Wilkins et la Force (saison 3, invité saisons 4 et 7)
- Alexis Denisof (VF : Éric Legrand) : Wesley Wyndam-Pryce
- K. Todd Freeman (VF : Bernard Métraux) : Mr. Trick
- Fab Filippo : Scott Hope
- Larry Bagby : Larry Blaisdell (saison 3, invité saison 2)

#### Introduits lors de la saison 4
- Leonard Roberts (VF : Bertrand Liebert) : Forrest Gates
- George Hertzberg (VF : Pascal Renwick) : Adam et la Force (saison 4, invité saison 7)
- Lindsay Crouse (VF : Emmanuèle Bondeville) : Maggie Walsh
- Mercedes McNab (VF : Valérie Siclay) : Harmony Kendall (saisons 4 et 5, invitée saisons 1 à 3)
- Phina Oruche : (VF : Sophie Arthuys) (épisode 22 de la saison 4 seulement) : Olivia
- Adam Kaufman (VF : Fabrice Josso) : Parker Abrams
- Bailey Chase (VF : Denis Laustriat) : Graham Miller (saisons 4 et 5)
- Paige Moss : (VF : Dorothée Jemma) : Veruca

#### Introduits lors de la saison 5
- Clare Kramer (VF : Laëtitia Godès) : Gloria et la Force (saison 5, invitée saison 7)
- Charlie Weber (VF : Mathias Casartelli) : Ben
- Joel Grey (VF : Jean Lescot) : Doc

#### Introduits lors de la saison 6
- Adam Busch (VF : Marc Saez) : Warren Mears, Willow Rosenberg et la Force (saisons 6 et 7, invité saison 5)
- Tom Lenk (VF : Laurent Morteau) : Andrew Wells (saisons 6 et 7), mignon d'Harmony (saison 5)
- Elizabeth Anne Allen (VF : Laura Préjean) : Amy Madison (saison 6, invitée saisons 1 à 4 et 7)
- Kali Rocha (VF : Véronique Alycia) : Halfrek (saison 6, invitée saisons 5 et 7)
- James C. Leary (en) (VF : Philippe Colin) : Clement (saisons 6 et 7)

#### Introduits lors de la saison 7
- D. B. Woodside (VF : Thierry Desroses) : Robin Wood
- Iyari Limon (VF : Alexandra Garijo) : Kennedy
- Nathan Fillion (VF : Tanguy Goasdoué) : Caleb et la Force
- Sarah Hagan (VF : Fily Keita) : Amanda
- Clara Bryant (VF : Véronique Piccioto) : Molly
- Indigo (VF : Barbara Beretta) : Rona
- Felicia Day (VF : Catherine Desplaces) : Vi
- Dania Ramirez (VF : Caroline Lallau) : Caridad
- Kristy Wu : Chao-Ahn
- Azura Skye (VF : Marie-Laure Dougnac) : Cassie Newton et la Force

| Acteurs              | Personnages                   | Saisons    | Saisons    | Saisons    | Saisons    | Saisons    | Saisons    | Saisons    |
| Acteurs              | Personnages                   | 1          | 2          | 3          | 4          | 5          | 6          | 7          |
| -------------------- | ----------------------------- | ---------- | ---------- | ---------- | ---------- | ---------- | ---------- | ---------- |
| Robia LaMorte        | Jenny Calendar et la Force    | Récurrente | Récurrente | Invitée    |            |            |            |            |
| Andrew J. Ferchland  | Collin / Le Juste des Justes  | Récurrent  | Récurrent  |            |            |            |            |            |
| Mark Metcalf         | Le Maître et la Force         | Récurrent  | Invité     | Invité     |            |            |            | Invité     |
| Julie Benz           | Darla                         | Récurrente | Invitée    |            |            | Invitée    |            |            |
| Armin Schimermann    | Principal R. Snyder           | Invité     | Récurrent  | Récurrent  | Invité     |            |            |            |
| Mercedes McNab       | Harmony Kendall               | Invitée    | Invitée    | Invitée    | Récurrente | Récurrente |            |            |
| Elizabeth Anne Allen | Amy Madison                   | Invitée    | Invitée    | Invitée    | Invitée    |            | Récurrente | Invitée    |
| Danny Strong         | Jonathan Levinson et la Force |            | Récurrent  | Récurrent  | Invité     |            | Récurrent  | Récurrent  |
| Juliet Landau        | Drusilla et la Force          |            | Récurrente |            |            | Invitée    |            | Récurrente |
| Larry Bagby          | Larry Blaisdell               |            | Invité     | Récurrent  |            |            |            |            |
| Bianca Lawson        | Kendra Young                  |            | Invitée    |            |            |            |            |            |
| Eliza Dushku         | Faith Lehane et Buffy Summers |            |            | Récurrente | Invitée    |            |            | Récurrente |
| Harry Groener        | Richard Wilkins et la Force   |            |            | Récurrent  | Invité     |            |            | Invité     |
| Alexis Denisof       | Wesley Wyndam-Pryce           |            |            | Récurrent  |            |            |            |            |
| K. Todd Freeman      | Mr. Trick                     |            |            | Récurrent  |            |            |            |            |
| Fab Filippo          | Scott Hope                    |            |            | Invité     |            |            |            |            |
| George Hertzberg     | Adam et la Force              |            |            |            | Récurrent  |            |            | Invité     |
| Leonard Roberts      | Forrest Gates                 |            |            |            | Récurrent  |            |            |            |
| Lindsay Crouse       | Maggie Walsh                  |            |            |            | Récurrente |            |            |            |
| Phina Oruche         | Olivia                        |            |            |            | Récurrente |            |            |            |
| Adam Kaufman         | Parker Abrams                 |            |            |            | Récurrent  |            |            |            |
| Bailey Chase         | Graham Miller                 |            |            |            | Récurrent  | Récurrent  |            |            |
| Paige Moss           | Veruca                        |            |            |            | Récurrente |            |            |            |
| Clare Kramer         | Gloria et la Force            |            |            |            |            | Récurrente |            | Invitée    |
| Charlie Weber        | Ben                           |            |            |            |            | Récurrent  |            |            |
| Joel Grey            | Doc                           |            |            |            |            | Récurrent  |            |            |
| Adam Busch           | Warren Mears et la Force      |            |            |            |            | Invité     | Récurrent  | Récurrent  |
| Kali Rocha           | Halfrek                       |            |            |            |            | Invitée    | Récurrente | Invitée    |
| Tom Lenk             | Andrew Wells                  |            |            |            |            |            | Récurrent  | Récurrent  |
| James C. Leary       | Clem                          |            |            |            |            |            | Récurrent  | Invité     |
| D. B. Woodside       | Robin Wood                    |            |            |            |            |            |            | Récurrent  |
| Iyari Limon          | Kennedy                       |            |            |            |            |            |            | Récurrente |
| Nathan Fillion       | Caleb et la Force             |            |            |            |            |            |            | Récurrent  |
| Sarah Hagan          | Amanda                        |            |            |            |            |            |            | Récurrente |
| Clara Bryant         | Molly                         |            |            |            |            |            |            | Récurrente |
| Indigo               | Rona                          |            |            |            |            |            |            | Récurrente |
| Felicia Day          | Vi                            |            |            |            |            |            |            | Récurrente |
| Dania Ramírez        | Caridad                       |            |            |            |            |            |            | Récurrente |
| Kristy Wu            | Chao-Ahn                      |            |            |            |            |            |            | Récurrente |

## Production

### Développement
Le créateur Joss Whedon a déclaré que « Rhonda the Immortal Waitress était la première incarnation du concept de Buffy : une femme qui a l'air d'être totalement insignifiante et qui se révèle extraordinaire ». Cette idée s'est développée pour devenir l'inversion de la formule hollywoodienne de « la jeune fille blonde qui va dans une ruelle sombre et se fait tuer dans tous les films d'horreur ». Whedon voulait « subvertir ce cliché et créer quelqu'un qui serait un héros ». Il explique que « la mission première de la série, c'était la joie liée au pouvoir féminin : avoir le pouvoir, l'utiliser, le partager ».
Le concept a d'abord été exploité dans le film scénarisé par Joss Whedon, et sorti le 31 juillet 1992, Buffy, tueuse de vampires, avec Kristy Swanson dans le rôle-titre. La réalisatrice, Fran Rubel Kuzui, décrit le film comme « une comédie de culture populaire sur ce que les gens pensent des vampires ». Whedon n'est pas d'accord « J'avais écrit un film effrayant à propos d'une femme qui s'est émancipée, et ils en ont fait une comédie légère. C'était à vous briser le cœur ». Le script reçut les éloges du milieu cinématographique, contrairement au film.
En 1996, Gail Berman, une cadre de la Fox, contacte Whedon afin qu'il développe le concept de Buffy dans une série télévisée. Whedon explique qu'il a pensé au « lycée comme un film d'horreur. Ainsi la métaphore est devenue le concept central de Buffy et c'est comme ça que je l'ai vendu ». Les éléments surnaturels de la série servent ainsi de métaphore aux angoisses associées à l'adolescence et au début de l'âge adulte. Whedon a alors écrit un pilote non diffusé de 25 minutes qui est montré aux chaînes de télévision. La NBC, ne croyant pas dans le succès d'une série qui serait à la fois comique, horrifique et féministe et dont le personnage principal était une adolescente dotée de super-pouvoirs, décline le concept, ainsi que la Fox, qui accepte de produire la série mais pas de la diffuser. C'est finalement The WB, une chaîne récente désireuse d'attirer un public jeune, qui signe le contrat de diffusion avec Joss Whedon et qui assure la promotion de la série avec des clips sur l'Histoire de la Tueuse. Le premier épisode est diffusé le 10 mars 1997.

### Attribution des rôles
Le rôle-titre a été dévolu à Sarah Michelle Gellar, qui en 1995, à l'âge de 18 ans, avait gagné l'Emmy Award de la meilleure jeune actrice de série dramatique. Elle auditionna à l'origine pour le personnage de Cordelia Chase mais décida ensuite de tenter sa chance pour le rôle de Buffy et le décrocha après plusieurs auditions. Julie Benz, Charisma Carpenter, Elizabeth Anne Allen, Julia Lee et Mercedes McNab auditionnèrent également pour ce rôle mais en obtinrent finalement d'autres.
Anthony Stewart Head avait déjà eu une carrière prolifique, à la fois en tant qu'acteur et chanteur mais était surtout connu aux États-Unis pour une série de publicités pour la marque Nescafé avant d'accepter le rôle de Rupert Giles.
Contrairement aux autres acteurs réguliers de Buffy, Nicholas Brendon n'était pas un acteur expérimenté lorsqu'il a commencé la série. Il avait enchaîné les petits boulots, tels qu'assistant de production ou serveur. Il obtient le rôle d'Alexander Harris après quatre jours d'auditions.

En 1996, le rôle de Willow Rosenberg avait été initialement donné à l'actrice Riff Regan lors de l'épisode pilote non diffusé, mais Alyson Hannigan auditionna pour le rôle dans la série finale. Elle raconta que lors de son audition, elle dut jouer une conversation dans laquelle son personnage devait raconter à Buffy le vol de sa poupée Barbie lorsqu'elle était enfant, et qu'elle en avait récupéré « la majorité ». Alyson Hannigan a décidé d'en faire un événement heureux et cela lui a permis de définir le personnage. Cette approche inattendue lui a permis de décrocher le rôle.

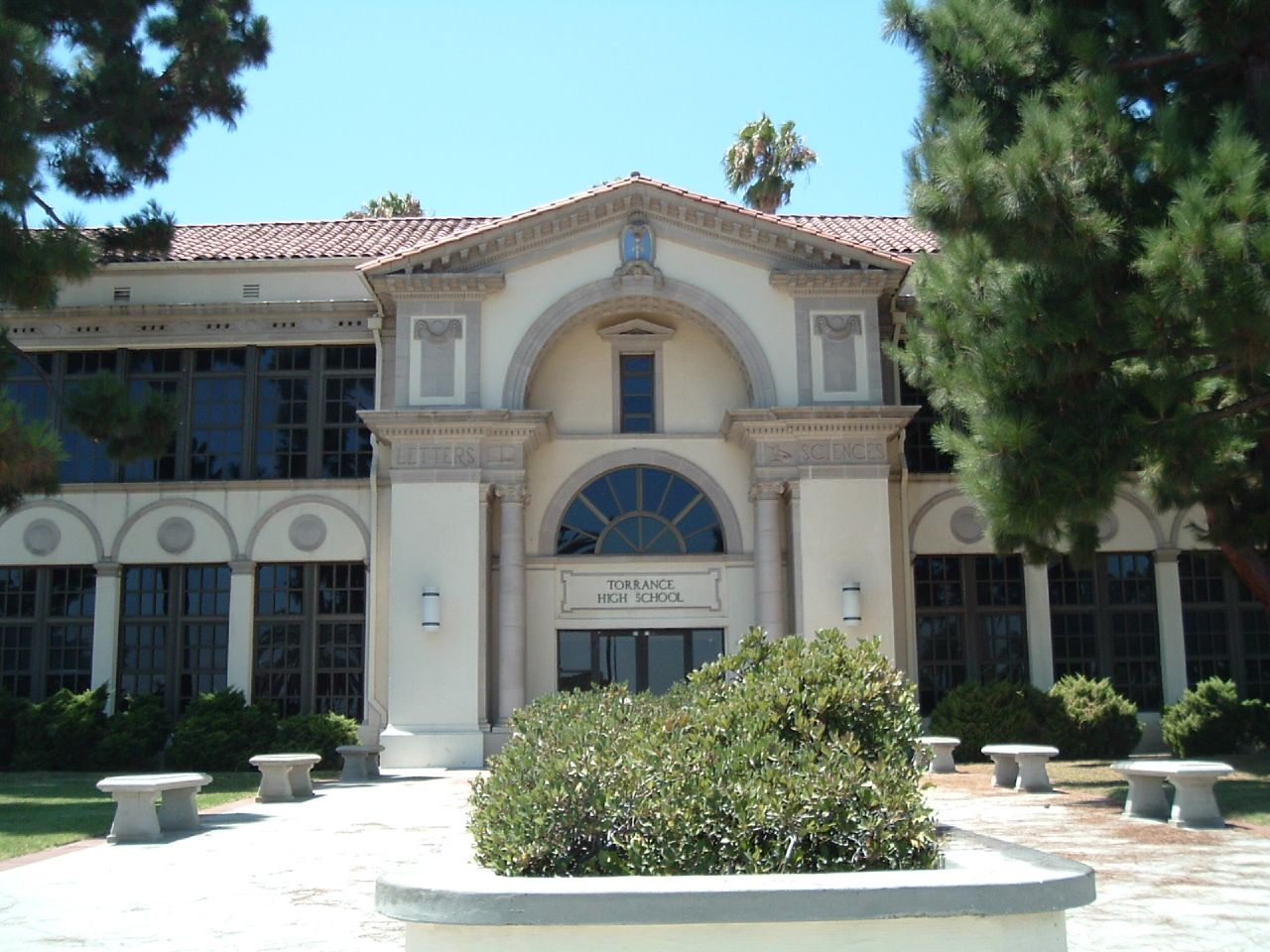
L'entrée de la Torrance High School.

### Tournage
La série a été tournée en grande partie dans un des hangars de la ville de Santa Monica, près de Los Angeles, mais les scènes se passant au lycée de Sunnydale sont tournées à la Torrance High School, dans la ville de Torrance où ont également été filmés les extérieurs de la maison des Summers. Les scènes en extérieur se déroulant à l'université de Sunnydale ont quant à elles été tournées à UCLA alors que les nombreuses scènes se déroulant dans un cimetière ont été filmées dans un cimetière fabriqué de toutes pièces sur un parking des studios de Santa Monica ou dans l'Angelus-Rosedale Cemetery, au sud de Los Angeles.

### Producteurs délégués

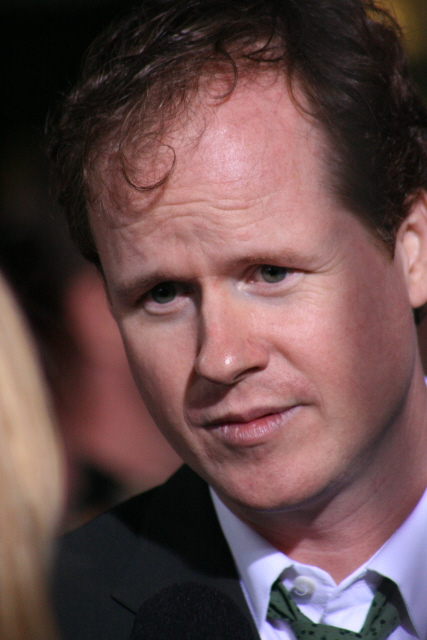
Le créateur et showrunner de la série, Joss Whedon, ici en septembre 2005.

Joss Whedon était crédité en tant que producteur délégué tout au long de la série. Il était également show runner pendant les cinq premières saisons, c'est-à-dire scénariste en chef et responsable de toute la production. Marti Noxon lui a succédé pour les saisons 6 et 7, car Whedon, en plus de s'investir dans l'écriture et la réalisation de Buffy, s'occupait aussi d’Angel, Fray et Firefly.
Fran Rubel Kuzui et son mari Kaz Kuzui ont aussi été crédités en tant que producteurs délégués, mais n'ont pas participé à la série. Leurs droits et les royalties qu'ils touchent sont dus à leur investissement, ainsi que leur travail de production et de réalisation, sur le film Buffy, tueuse de vampires.

### Scénaristes
Mutant Enemy, une entreprise de production créée par Whedon en 1997, s'occupait de l'écriture des scénarios. Les scénaristes les plus crédités sont Joss Whedon (26 épisodes), Marti Noxon (23 épisodes), Jane Espenson (23 épisodes), David Fury (17 épisodes), Doug Petrie (17 épisodes), David Greenwalt (8 épisodes), Rebecca Rand Kirshner (8 épisodes), Drew Z. Greenberg (6 épisodes), Rob Des Hotel et Dean Batali (5 épisodes en collaboration), Steven S. DeKnight (5 épisodes) et Drew Goddard (5 épisodes).
Jane Espenson a expliqué le processus créatif en œuvre lors de l'écriture d'une saison de Buffy. Joss Whedon écrit d'abord l'arc narratif général de la saison. Les scénaristes écrivent ensuite les épisodes individuels. Les scénaristes partent des situations émotionnelles auxquelles Buffy devra faire face et comment cela interagira avec sa lutte contre les forces surnaturelles. Ensuite, l'épisode est découpé en actes et scènes. Chaque première version du script est relue et annoté par Whedon (ou, plus tard, également par Noxon). Une deuxième version est alors écrite, pour être à nouveau annoté par le showrunner, jusqu'à ce que le produit final soit jugé satisfaisant. La version définitive est utilisée pour le tournage. 

### Diffusion et arrêt de la série
Aux États-Unis, la série a été diffusée du 10 mars 1997 au 20 mai 2003 sur le réseau The WB puis UPN. The WB diffusa les cinq premières saisons de la série, qui apporta beaucoup de recettes, notamment publicitaires, à la chaîne, mais un conflit sur la négociation des salaires du casting et de l'équipe conduisit à un non-renouvellement du contrat de diffusion, et c'est alors la chaîne UPN qui fit une offre et signa avec Joss Whedon un contrat de deux ans. Cette nouvelle chaîne permit aux scénaristes d'aller plus loin et de porter à l'écran des idées plus osées sans crainte de se faire censurer, mais, durant la saison 7, Sarah Michelle Gellar annonça qu'elle ne prolongerait pas son contrat, préférant partir pendant que la série était encore au sommet. Après avoir brièvement envisagé un changement d'actrice principale, Joss Whedon et UPN décidèrent alors d'arrêter la série.
- En France, la série a été diffusée du 3 avril 1998 au 17 octobre 2003 sur la chaîne câblé Série Club et en clair du 3 juillet 1998 au 13 mars 2004 sur M6, d'abord diffusée le vendredi puis le samedi dans le cadre de La Trilogie du samedi[37]. Depuis la fin de sa diffusion, la série a été multi-rediffusée sur les chaînes du groupe M6, notamment sur Téva et W9. La version remastérisée en HD de la série a été diffusée pour la première fois à partir du 1er février 2016 sur 6ter[38].
- Au Québec, la série a été diffusée à partir du 4 janvier 2001 sur VRAK.TV[39] pour les cinq premières saisons, puis à partir du 5 janvier 2005 sur Ztélé[40].
- En Belgique, la série a été diffusée sur La Deux, puis en 2009, elle a été rediffusée sur Club RTL.

### Générique
La musique du générique est composée et interprétée par le groupe Nerf Herder. Le groupe a été choisi par Whedon sur la suggestion d'Alyson Hannigan. Pour Janet Halfyard, dans son essai Music, Gender, and Identity in Buffy the Vampire Slayer and Angel, « le générique commence par le son d'un orgue accompagné par le hurlement d'un loup. L'image est un ciel nocturne étincelant enchevêtré de textes inintelligibles. Il est impossible de ne pas associer cela avec l'époque du film muet, Nosferatu le vampire et les conventions des films d'horreur en général et de ceux de Hammer Film Productions ». Puis le thème change :
« l'orgue est supplantée par un son agressif de guitare électrique, replaçant ainsi [la série] dans la culture de la jeunesse actuelle ». Le générique est ainsi une déviation post-moderne de l'horreur.
Deux épisodes ont eu un générique spécial : Que le spectacle commence, dont le générique respecte les codes des comédies musicales, et Superstar où de nombreuses séquences avec le personnage Jonathan Levinson sont intégrées, comme s'il était le personnage principal de la série.

### Musique
La bande-son de la série est composée d'un mélange de musique indépendante, rock et pop. Les compositeurs mettent environ une semaine à enregistrer entre 14 et 30 minutes de musique pour chaque épisode. Christophe Beck a affirmé que l'équipe utilisait des ordinateurs et des synthétiseurs et ne pouvaient enregistrer qu'un ou deux « vrais » morceaux. Malgré cela, leur but était de produire une orchestration dynamique qui répondrait aux standards de la musique de film.
Au fur et à mesure de la progression de la série, de plus en plus d'épisodes contiennent de la musique rock indépendante, généralement jouée quand les personnages se rendent au Bronze. John King, le responsable de la musique, explique qu'ils « aimaient inviter des groupes peu connus, dont la venue dans ce lieu soit crédible ». Par exemple, le groupe fictif des Dingoes Ate My Baby était joué par les Four Star Mary. Bien que rarement mis en avant, des artistes célèbres, tels que Sarah McLachlan,, Blink-182, Third Eye Blind et The Dandy Warhols, ont pu être entendus dans la série, et certains, comme Aimee Mann,, Angie Hart, Cibo Matto, Michelle Branch et K's Choice, sont même apparus à l'écran jouant sur la scène du Bronze.

### Format
L'histoire de Buffy est racontée sous forme de feuilleton télévisé ; chaque épisode raconte une histoire originale tout en contribuant à l'avancement d'un arc narratif plus grand. L'arc est découpé en saisons, marquées par la montée en puissance puis la défaite d'un puissant antagoniste. La série mélange plusieurs genres : horreur, action, fantasy urbaine, drame, comédie romantique, mélodrame, farce, comédie loufoque et même comédie musicale. Si les deux premières saisons marquent un clivage entre les épisodes indépendants et les épisodes liés à l'intrigue générale de la saison, à partir de la saison 3, la série devient de plus en plus feuilletonnante.
La narration est centrée sur Buffy et son groupe d'amis, surnommés collectivement le Scooby-gang, qui tentent de concilier leur lutte contre les Forces du Mal avec leurs vies sociales compliquées,. Chaque saison met en place un arc narratif complexe, dominé par une menace qui se dévoile progressivement. Ce dispositif laisse aussi de la place à des épisodes typiques présentant un méchant vaincu à la fin de l'épisode.
Chaque saison, à l'exception de la quatrième, se termine par « un épisode d'apothéose mettant en scène le combat ultime » contre la menace, combat souvent douloureux. Cela fait de Buffy une épopée, qui se démarque cependant du genre par un grand souci d'authenticité et de réalisme psychologique.
Chaque saison, à l'exception de la sixième, se termine sur une fin ouverte, et non pas un cliffhanger, ceci afin de ne pas frustrer les téléspectateurs en cas de non-renouvellement de la série, et leur offrir une fin. La série ayant été renouvelée de façon certaine à la fin de la saison 6, l'équipe de production se permit toutefois à cette occasion une entorse à la règle.
Lors des premières saisons, les principaux adversaires de Buffy et de ses amis sont des vampires mais, au fur et à mesure de l'avancement de la série, les antagonistes sont de plus en plus diversifiés[réf. nécessaire]. Les enquêtes de détective, les combats (à mains nues ou à l'arme blanche) et l'utilisation de la magie sont des éléments récurrents des épisodes de la série.

### Inspiration
Durant la première saison de la série, le créateur Joss Whedon l'a décrit comme étant « une rencontre entre Angela, 15 ans et X-Files », soit un mélange des angoisses de l'adolescence et de surnaturel. Il a également cité le film La Nuit de la comète comme une influence majeure et reconnu que deux personnages de l'univers des X-Men avaient influencé celui de Buffy Summers : Kitty Pryde et Cyclope, alias Scott Summers (ce qui explique son patronyme). De manière générale, il a toujours voulu se servir du cliché des films d'épouvante, où la jeune fille blonde se fait assassiner par une créature, afin de l'inverser, pour que ce soit la jeune fille blonde qui règle son compte au monstre. La série parodie de nombreux éléments utilisés dans les films et les romans d'horreur et les clins d'œil au folklore et à la mythologie propres à ce cinéma et à cette littérature y sont fréquents.

## Épisodes
La première saison compte douze épisodes, alors que les saisons 2 à 7 en comptent vingt-deux chacune. La série comporte donc au total 144 épisodes d'une durée d'environ 40 minutes (excepté l'épisode Que le spectacle commence qui dure presque 50 minutes).
| Saisons | Saisons | Nombre d'épisodes | Diffusion originale | Diffusion originale | Chaîne d'origine |
| Saisons | Saisons | Nombre d'épisodes | Début de saison     | Fin de saison       | Chaîne d'origine |
| ------- | ------- | ----------------- | ------------------- | ------------------- | ---------------- |
|         | 1       | 12                | 10 mars 1997        | 2 juin 1997         | The WB           |
|         | 2       | 22                | 15 septembre 1997   | 19 mai 1998         | The WB           |
|         | 3       | 22                | 29 septembre 1998   | 21 septembre 1999   | The WB           |
|         | 4       | 22                | 5 octobre 1999      | 23 mai 2000         | The WB           |
|         | 5       | 22                | 26 septembre 2000   | 22 mai 2001         | The WB           |
|         | 6       | 22                | 2 octobre 2001      | 21 mai 2002         | UPN              |
|         | 7       | 22                | 24 septembre 2002   | 20 mai 2003         | UPN              |

## Thèmes et analyses

### Magie
Œuvre de fantasy urbaine, Buffy met en scène non seulement des vampires, mais, dès son troisième épisode, Sortilèges, d'autres créatures surnaturelles, notamment des sorcières et sorciers. Au début de la série, la magie est essentiellement utilisée comme support narratif permettant de faire avancer l'intrigue. Elle permet aussi de caractériser Rupert Giles, en particulier ses connaissances, ainsi que de contraster le personnage avec d'autres, tels que le « techno paganisme » de Jenny Calendar ou la magie chaotique d'Ethan Raynes, jusqu'à l'initiation de Willow Rosenberg à la Wicca. Chez ce personnage, la magie est fortement liée à sa quête identitaire, en particulier de son lesbianisme,.
La représentation de la Wicca dans Buffy s'inscrit dans la tradition hollywoodienne, présente à la même époque dans Dangereuse Alliance et Charmed, de représenter ce mouvement religieux uniquement via le biais de pratiquantes isolées ou en petit groupe, en contradiction avec les pratiques réelles de la Wicca, centrées sur la communauté. Dans Un silence de mort, Willow rejette ainsi avec condescendance le groupe wiccan de son université pour se consacrer à la pratique de la véritable magie.
Comme pour d'autres œuvres, la magie est dans Buffy associée à la puissance et l'indépendance des femmes.

### Un parcours initiatique

#### Enfants, adolescents, adultes
Buffy contre les vampires peut être lu comme la métaphore du passage de l'adolescence à l'âge adulte et des conflits qu'il suscite. Le romancier et essayiste Martin Winckler, auteur de nombreuses analyses sur les séries télévisées, présente Buffy comme « l'épopée d'un groupe d'adolescents face aux démons de la vie ».
Joss Whedon a expliqué qu'un des thèmes majeurs de sa série était l'incompréhension des adultes à l'égard des adolescents. Il s'appuie notamment sur un passage de l'épisode Bienvenue à Sunnydale 2/2, où Joyce, la mère de Buffy interdit à sa fille de sortir le soir, pensant que l'adolescente veut s'amuser. L'adulte, persuadée d'incarner la raison et la responsabilité, prétend savoir ce que pense Buffy : « Si tu ne sors pas, ce ne sera pas la fin du monde ». Selon Whedon, cette phrase est prononcée par Joyce sur un mode ironique, mais il s'avère que c'est ce que pensent réellement les adolescents. Pour lui, ce dialogue « symbolise le message de la série, à savoir qu'il est difficile d'être un adolescent » incompris des adultes. Toujours selon Whedon, la fin de la scène, où Buffy cherche son matériel de Tueuse, caché dans le fond secret d'un coffre, sous ses affaires et jouets d'enfance, est une « métaphore visuelle » de ce qu'on ressent quand on est jeune.
La métaphore est un moyen souvent utilisé dans la série pour évoquer les divers problèmes que peuvent rencontrer les adolescents ou les jeunes adultes. Dans la série, ces problèmes prennent l'apparence du surnaturel : une mère trop possessive qui veut régenter la vie de sa fille (Sortilèges), un beau-père dont l'apparence débonnaire cache en réalité un monstre sans cœur (Le Fiancé), une jeune lesbienne craignant d'être rejetée à cause de son orientation sexuelle (Les Liens du sang), un petit ami qui devient une tout autre personne après la première relation sexuelle (Innocence), la drogue (Dépendance). Pour Robert Bianco, journaliste à USA Today, les monstres de la série sont la métaphore des problèmes que chaque être humain rencontre dans la vie, ces problèmes prennent à nos yeux une apparence monstrueuse et nous voyons ceux qui en sont la cause comme des monstres.

#### Responsabilités et engagement
Buffy doit lutter constamment entre son devoir de Tueuse de vampires et toutes les contraintes et les sacrifices que cela implique, notamment au niveau de sa vie sociale. Pour le professeur de philosophie Sandra Laugier, son obstination à mettre son devoir au-dessus de tout la place dans une morale kantienne. Pour Scott Stroud, Buffy est continuellement déchirée entre son devoir et ses désirs. Le point culminant de cette déchirure est atteint lorsqu'elle accepte de sacrifier sa vie à la place de sa sœur pour sauver le monde. Cependant, ce n'est que lors de la saison suivante qu'elle fait totalement face à ses responsabilités envers ses proches et la communauté, en continuant ses activités de Tueuse malgré son manque de motivation et en accomplissant à côté un travail ingrat afin de pourvoir aux besoins de son foyer.

#### Homosexualité

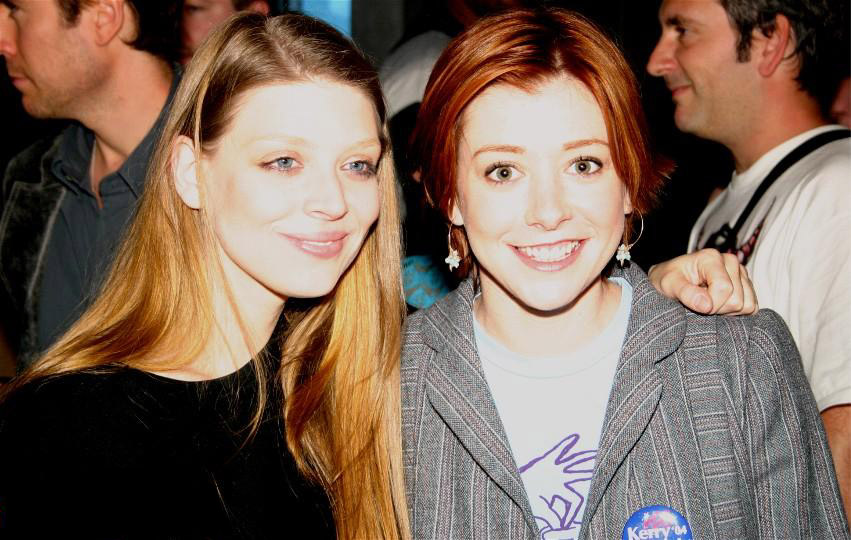
Les interprètes de Willow et Tara, Alyson Hannigan et Amber Benson, en octobre 2004.

Les scénaristes et producteurs de la série ont pris le parti, avec les personnages de Tara et Willow puis de Kennedy, de mettre en scène des couples de femmes lesbiennes ou bisexuelles sans faire de leur orientation sexuelle un sujet prépondérant. En effet ce fut le premier assumé à la télévision sans volonté de créer une émulation chez le spectateur[pas clair]. Le sujet est abordé de manière simple, sans chercher à briser un tabou ou d'en faire un acte de marketing[à vérifier].

### Une série féministe

#### Le pouvoir féminin
Pour le romancier Tristan Garcia, « Buffy, c'est l'émergence d'une des premières figures féminines autonomes » qui assume pleinement sa féminité. Pour Matt Roush, de TV Guide, la série tout entière est une allégorie du féminisme. Lisa M. Vetere tisse un lien entre l'utilisation de Buffy du surnaturel et notamment de la magie et la réutilisation de la figure de la sorcière comme une incarnation du féminisme.

#### Féminité et masculinité
Le rôle traditionnel de l'homme en tant que guerrier et celui de la femme en tant que celle qui doit assurer ses arrières est inversé dans cette série, au nom d'une certaine conception de l'égalité des sexes, la femme y devient le sexe fort et l'homme le sexe faible. C'est cette inversion des rôles qui fascine les adolescents, ce qui explique le succès de la série auprès d'eux ; la virilité est ici féminine, la femme y est toute-puissante, elle tue, échafaude des plans retors pour prendre le pouvoir, tandis qu'une partie des personnages masculins sont maladroits, timides et émotifs, fascinés par la puissance de ces femmes, et comptent sur le courage de ces guerrières pour s'en sortir.
Néanmoins, Vivian Sobchak, doyenne de l'UCLA School of Theater, Film and Television, n'est pas d'accord avec ce point, trouvant que la série, même si elle traite principalement de la condition actuelle de la femme, porte également un regard positif sur les hommes, les représentant dans toute leur diversité, avec leurs forces et leurs faiblesses, ce qui permet aux téléspectateurs de s'identifier à eux.
Les premières minutes de la série montrent que l'homme peut être la victime, alors que la jeune femme blonde en apparence fragile, que tout spectateur pense vulnérable, est le prédateur. Le dernier épisode de la série est une réponse à cette première scène. En effet la tirade de Buffy aux Tueuses potentielles explique que le pouvoir qui lui a été accordé vient du bon vouloir d'hommes, ce qui renvoie à l'idée que les hommes ont volé ou se sont approprié un pouvoir qui ne leur appartenait qu'en partie. Buffy pousse les Tueuses potentielles à se révolter et à reprendre ce pouvoir qui leur revient,,.

### L'Autre
Dans l'imaginaire américain, le vampire est souvent une représentation des minorités ethniques, de l'Autre, mais pour Rhonda Wilcox, spécialiste universitaire de la série, Buffy nous démontre que l'Autre c'est nous-mêmes, l'héroïne de la série étant par ailleurs la première à entretenir des relations amoureuses avec des vampires malgré son rôle de Tueuse.

### Mythes californiens
Boy Tonkin, dans le chapitre « Entropy as demon » de Reading the Vampire Slayer, souligne le parallèle entre le sous-sol californien, théâtre de la subduction de la plaque pacifique sous la plaque nord-américaine et la plaque Juan de Fuca, et la Bouche de l'Enfer située sous la bibliothèque du lycée, portail entre les mondes humain et démoniaque. De même, il note le lien entre la Moisson évoquée dans l'épisode du même nom, censée se produire « une fois par siècle » et les inondations majeures en Californie, qui se produisent elles aussi tous les cent ans. Enfin, Tonkin remarque le rapport entre les attaques d'ours, cougars et meutes de coyotes et les attaques de loup-garous ainsi que la meute dévorant le principal Flutie dans l'épisode Les Hyènes de la série.

## DVD et produits dérivés
Buffy contre les vampires a été commercialisée en DVD et a donné naissance à une large gamme de produits, officiels ou non, et notamment une série dérivée, des romans, des comics et des jeux vidéo. Le succès de la série a entraîné la création du terme Buffyverse pour désigner l'univers fictif dans lequel les histoires relatives à Buffy prennent place.

### DVD
| Saison    | Date de sortie   | Date de sortie   | Contenu                                                |
| Saison    | Zone 1           | Zone 2           | Contenu                                                |
| --------- | ---------------- | ---------------- | ------------------------------------------------------ |
| 1         | 15 janvier 2002  | 27 novembre 2000 | Voir Saison 1 de Buffy contre les vampires             |
| 2         | 11 juin 2002     | 21 mai 2001      | Voir Saison 2 de Buffy contre les vampires             |
| 3         | 7 janvier 2003   | 29 octobre 2001  | Voir Saison 3 de Buffy contre les vampires             |
| 4         | 10 juin 2003     | 13 mai 2002      | Voir Saison 4 de Buffy contre les vampires             |
| 5         | 9 décembre 2003  | 28 octobre 2002  | Voir Saison 5 de Buffy contre les vampires             |
| 6         | 25 mai 2004      | 12 mai 2003      | Voir Saison 6 de Buffy contre les vampires             |
| 7         | 16 novembre 2004 | 5 avril 2004     | Voir Saison 7 de Buffy contre les vampires             |
| Intégrale | 15 novembre 2005 | 30 octobre 2005  | Reprend l'intégralité des sept saisons dans un coffret |

### Série dérivée et projets abandonnés
Après la saison 3 de Buffy contre les vampires, les personnages d'Angel, Cordelia et Wesley quittent Sunnydale pour Los Angeles. La série Angel, créée par Joss Whedon et David Greenwalt, raconte leur histoire. Lors de la cinquième et dernière saison de cette série, les personnages de Spike et Harmony rejoignent également le générique et plusieurs des personnages principaux de la série Buffy font de brèves apparitions dans Angel, notamment Buffy elle-même, Willow, Faith, Oz et Andrew. De son côté, le personnage d'Angel continue lui aussi à apparaître occasionnellement dans Buffy.

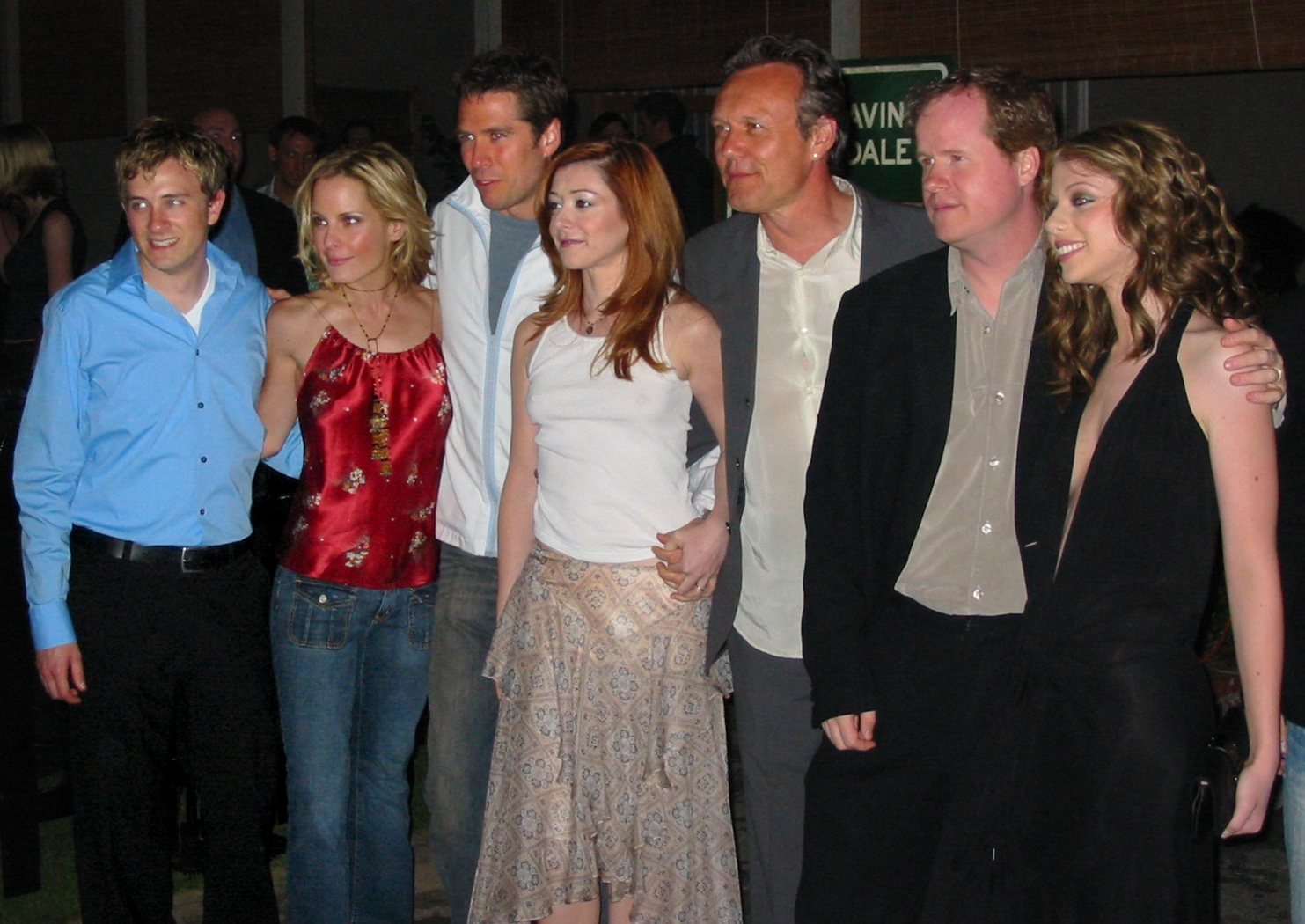
L'équipe autour de Joss Whedon, à la fête de fin de la série, le 18 avril 2003.

Pour pallier la fin de la série principale, plusieurs productions furent envisagées pour poursuivre l'exploitation du Buffyverse, l'univers établi dans la série télévisée. On envisagea par exemple un téléfilm sur le personnage de Spike, l'un des personnages les plus populaires de la série. On pensa également à lancer une série ou un téléfilm focalisé sur le personnage de Rupert Giles, qui se serait appelé Ripper (soit le surnom de Giles utilisé dans ses jeunes années, et qui fait référence au côté sombre du personnage). Enfin, on envisagea de lancer éventuellement un spin-off autour du personnage de Dawn, projet écarté faute à un personnage peu apprécié des fans, ou un spin-off autour du personnage de Faith. Mais dans ce cas précis, c'est l'actrice Eliza Dushku elle-même qui refusa cette idée, préférant se lancer dans d'autres séries et d'autres rôles. Aucun de ces projets, quel que soit leur état d'avancement, n'aboutit sur quelque chose de concret et furent abandonnés les uns après les autres. Joss Whedon, interrogé à ce sujet lors d'un panel au Comic-Con de San Diego en 2011, a indiqué ne plus vouloir y faire référence ou en parler.
Le 21 juillet 2018, Fox 21 Television Studios annonce qu'un spin-off de Buffy contre les vampires est en développement. La nouvelle Tueuse de vampires sera interprétée par une actrice afro-américaine. Il sera écrit en partie par Monica Owusu-Breen (en) et sera basé sur les aventures d'une nouvelle Tueuse. En août 2022, la productrice exécutive Gail Berman a annoncé que la série était mise « en pause » indéfiniment. En janvier 2024, Dolly Parton a déclaré que les producteurs travaillaient toujours sur le redémarrage et le « réorganisaient ».

### Suite de la série en 2025
Le 3 février 2025, Variety a révélé qu’un pilote pour une suite de Buffy contre les vampires avait enfin été commandé par Hulu et allait bientôt entrer en production. Une nouvelle qui ravira les fans, d’autant plus que Sarah Michelle Gellar reprendra son rôle emblématique de Buffy, mais cette fois dans un cadre plus secondaire, laissant la place à de nouveaux personnages. Plusieurs noms ont déjà été évoqués pour encadrer ce renouveau. Nora et Lila Zuckerman devraient en assurer l’écriture et figurer parmi les showrunners. Côté réalisation et production exécutive, c’est Chloé Zhao qui prendrait les rênes. Connue pour son travail sur Les Éternels ainsi que pour ses Oscars du meilleur film et de la meilleure réalisatrice avec Nomadland, elle apporterait une touche singulière à cette nouvelle version. En revanche, Joss Whedon, créateur de la série originale, ne semble pas impliqué dans le projet. Son absence pourrait être liée aux accusations portées contre lui par plusieurs acteurs de Buffy contre les vampires et Angel, notamment Charisma Carpenter (Cordelia), Amber Benson (Tara) et Michelle Trachtenberg (Dawn), qui l’ont accusé d’avoir instauré un environnement de travail toxique sur les tournages. Le 16 mai 2025, Sarah Michelle Gellar s'entretient en visioconférence avec Ryan Kiera Armstrong en lui proposant d'interpréter le personnage de la nouvelle Tueuse de vampires dans la suite de la série, ce que Ryan, en larmes, accepte.

### Série audio:Slayers: A Buffyverse Story
En septembre 2023, une série audio intitulée Slayers : A Buffyverse Story a été annoncée. Elle est sortie le 12 octobre 2023. La série se déroule 20 ans après les événements de la finale de la série et l'histoire est centrée sur le personnage de Spike (James Marsters). Charisma Carpenter, Anthony Head, Juliet Landau, Emma Caulfield, Amber Benson, James C. Leary et Danny Strong reprennent également leur rôle. La série a été écrite par Benson et Christopher Golden et réalisée par Benson, Golden et Kc Wayland.

### Comics
Parmi les comics de Buffy contre les vampires, certains sont des réécritures des épisodes de la série ; d'autres approfondissent l'histoire de personnages ; enfin, Buffy contre les vampires, Saison huit et les quatre saisons suivantes sont dans la continuité de la série télévisée, tout comme Angel: After the Fall est dans la continuité d’Angel. Toujours dans cette même continuité, Willow, Spike et Faith sont également mis à l'honneur dans Willow : Wonderland, Spike : Un sombre refuge et Angel & Faith.
Le comic Fray présente les aventures d'une Tueuse du futur. Ce comics exploite le même univers fictionnel dans un contexte futuriste, et une des armes apparues dans cette série, la Faux, réapparaît dans la saison 7 de Buffy.

#### ChezDark Horse Comics
- 2007-2011 : Buffy contre les vampires, Saison huit
- 2007-2013 : Angel : After the Fall
- 2011-2013 : Buffy contre les vampires, Saison neuf
- 2011-2013 : Angel & Faith
- 2012-2013 :  Spike : Un sombre refuge
- 2012-2013 : Willow : Wonderland
- 2014-2016 : Buffy contre les vampires, Saison dix
- 2014-2016 : Angel & Faith
- 2016-2018 : Buffy contre les vampires, Saison onze
- 2017 : Angel Season Eleven
- 2018 : Giles Season Eleven
- 2018 : Buffy contre les vampires, Saison douze

#### ChezBOOM! Studios
BOOM! Studios détient la licence des comics du buffyverse depuis 2019.

##### Buffy contre les vampires (2019)
Dans ce reboot la série est transposée en 2019, avec les mêmes personnages. Les différences les plus notables sont qu'Anya tient la boutique de magie de la ville ; Jenny Calendar est déjà en couple avec Rupert Giles et possède des pouvoirs magiques de sorcellerie ; Willow a déjà conscience d'être lesbienne et l'assume totalement ; et Joyce Summers partage sa vie avec un certain Eric.
La série a été publiée en 9 tomes en France par Panini Comics entre 2020 et 2023.

##### Angel + Spike
Angel, renommée Angel + Spike à partir de l'épisode 9, est un spin-off de Buffy contre les vampires (2019). La série n'est pas publiée en France.

##### La Bouche de l'enfer
Les deux séries se croisent dans une mini-série évènement de 5 épisodes. Elle a été publiée par Panini Comics en France.

##### Willow
Willow est un spin-off de 5 épisodes de Buffy contre les vampires (2019) qui suit le voyage du personnage éponyme hors de Sunnydale. Il fait suite aux évènements de La Bouche de l'enfer. La série n'est pas publiée en France.

##### Anthologies
Chosen Ones (2019) et Every Generation (2020) sont deux romans graphiques d'anthologie se déroulant dans l'univers de la série de comics Buffy contre les vampires (2019). Les livres ne sont pas publiés en France.

##### Buffy the Last Vampire Slayer
Une mini-série de 4 épisodes située dans un futur alternatif à la série télévisée originale est sortie en 2021. Elle est suivie d'un épisode spécial en mars 2023 puis d'une mini-série du même nom en 2023. Ces comics sont indépendants des autres reboots, ils ne sont pas publiés en France.

##### Angel (2022)
Ce reboot est une version alternative de la série Angel, sans continuité avec elle ni avec les autres reboots de BOOM! Studios.

##### The Vampire Slayer
The Vampire slayer se situe dans un univers alternatif qui croise les évènements de La Bouche de l'Enfer. La série est publiée aux Etats-Unis depuis 2022 et n'est pas encore publié en France.

##### Legacy Edition
BOOM! Studios annonce la sortie d'une nouvelle collection, qui regroupe et réédite d'anciens comics Buffy qui ne sont plus disponibles, ou difficilement trouvables. La collection est Buffy The Vampire Slayer: Legacy Edition.

### Romans
Parmi les romans et nouvelles de Buffy contre les vampires, on peut noter des novellisations d'épisodes ainsi que des histoires écrites par des personnes non membres de l'équipe de création de la série. Ces histoires ne sont généralement pas considérées comme canoniques et sont supposées se passer dans un monde alternatif, sur le principe des fanfictions.

#### Projet particulier
En octobre 2007, la femme de lettres Chloé Delaume publie La nuit je suis Buffy Summers, expérimentation littéraire et tentative de livre-jeu créé à partir de l'univers de la série Buffy contre les vampires.

### Jeux vidéo
Six jeux vidéo reprennent l'univers de Buffy contre les vampires. Bien que la plupart des acteurs leur aient prêté leurs voix, ces jeux ne sont pas considérés comme faisant partie du canon.
- Buffy contre les vampires développé par GameBrains, édité par Fox Interactive et distribué par THQ sur Game Boy Color en 2000.
- Buffy contre les vampires développé par The Collective, édité par Fox Interactive et distribué par Electronic Arts sur Xbox en 2002.
- Buffy contre les vampires : La Colère de Darkhul développé par Natsume, édité par Fox Interactive et distribué par THQ sur Game Boy Advance en 2003.
- Buffy contre les vampires : Chaos Bleeds développé par Eurocom, édité par Fox Interactive et distribué par Vivendi Universal Games sur GameCube, PlayStation 2 et Xbox en 2003.
- Buffy contre les vampires : The Quest for Oz développé par Indiagames et édité par Fox Interactive sur téléphone portable en 2004.
- Buffy contre les vampires : Sacrifice développé par Beast Studios et édité par 505 Games sur Nintendo DS en 2009.

### Jeux de rôle
Un jeu de rôle basé sur la série est sorti en 2002. C'est à cette occasion que Joss Whedon a révélé le nom de famille de Faith, Lehane.

### Jeu de société
- Buffy the Vampire Slayer - The Game est un jeu de plateau édité par Hasbro et MB en 2000.
- Buffy contre les vampires - Menace sur Sunnydale est jeu de plateau édité par Tilsit en 2001.
- Buffy the Vampire Slayer - Chess Set est un jeu d’échecs édité par Trademark Toys Ltd en 2001.
- Buffy contre les vampires - Action Quizz est un jeu de plateau édité par Tilsit en 2003.
- Top Trumps - Buffy the Vampire Slayer est un jeu de cartes édité par Winning Moves en 2003.
- Buffy the Vampire Slayer - The Board Game est un jeu de plateau édité par Jasco Games en 2016.
- Legendary - Buffy the Vampire Slayer est un jeu de plateau édité par Upper Deck en 2017.
- Buffy the Vampire Slayer - The Board Game: Friends & Frenemies est une extension pour le jeu de plateau éditée par Jasco Games en 2018.

### Jeux de cartes à collectionner
Le jeu de cartes à jouer Buffy contre les vampires est sorti en 2001. En janvier 2004, Score Entertainment a annoncé qu'il ne possédait plus les droits d'exploitation et donc qu'aucune extension ne verrait le jour.

## Accueil

### Audiences
| Saisons | Saisons | Nombre d'épisodes | Jour et heure de diffusion                                                         | Diffusion originale sur The WB & UPN | Diffusion originale sur The WB & UPN | Année     | Audience (en millions)          | Audience (en millions)                                |
| Saisons | Saisons | Nombre d'épisodes | Jour et heure de diffusion                                                         | Diffusion originale sur The WB & UPN | Diffusion originale sur The WB & UPN | Année     | États-Unis                      | France (M6)                                           |
| Saisons | Saisons | Nombre d'épisodes | Jour et heure de diffusion                                                         | Début de saison                      | Fin de saison                        | Année     | Moyenne (rediffusions incluses) | Moyenne                                               |
| ------- | ------- | ----------------- | ---------------------------------------------------------------------------------- | ------------------------------------ | ------------------------------------ | --------- | ------------------------------- | ----------------------------------------------------- |
|         | 1       | 12                | Lundi à 21 h (Sur le réseau The WB)                                                | 10 mars 1997                         | 02 juin 1997                         | 1997      | 3,7                             |                                                       |
|         | 2       | 22                | Lundi à 21 h (jusqu'au 19 janvier 1998) Mardi à 20 h (à partir du 20 janvier 1998) | 15 septembre 1997                    | 19 mai 1998                          | 1997-1998 | 5,2                             |                                                       |
|         | 3       | 22                | Mardi à 20 h                                                                       | 29 septembre 1998                    | 19 juillet 1999                      | 1998-1999 | 5,3                             | Plus basse : 2,7 Plus haute : 3,6 (sans rediffusions) |
|         | 4       | 22                | Mardi à 20 h                                                                       | 05 octobre 1999                      | 23 mai 2000                          | 1999-2000 | 5,1                             |                                                       |
|         | 5       | 22                | Mardi à 20 h                                                                       | 26 septembre 2000                    | 22 mai 2001                          | 2000-2001 | 4,6 (5,2 sans rediffusions)     |                                                       |
|         | 6       | 22                | Mardi à 20 h (Sur le réseau UPN)                                                   | 2 octobre 2001                       | 21 mai 2002                          | 2001-2002 | 4,3 (5,4 sans rediffusions)     |                                                       |
|         | 7       | 22                | Mardi à 20 h                                                                       | 24 septembre 2002                    | 20 mai 2003                          | 2002-2003 | 3,9 (4,4 sans rediffusions)     |                                                       |

### Récompenses
La série a gagné de nombreuses récompenses, notamment les Saturn Awards de la meilleure série télévisée en 1998, 2001 et 2002 et de la meilleure actrice de télévision pour Sarah Michelle Gellar en 1999, l'Emmy Award de la meilleure musique originale en 1998 pour les compositions de Christophe Beck, et les SFX Awards de la meilleure série télévisée en 2004 et des meilleurs acteur et actrice de télévision pour les interprétations de James Marsters et Sarah Michelle Gellar en 2002 et 2004.

## Impact

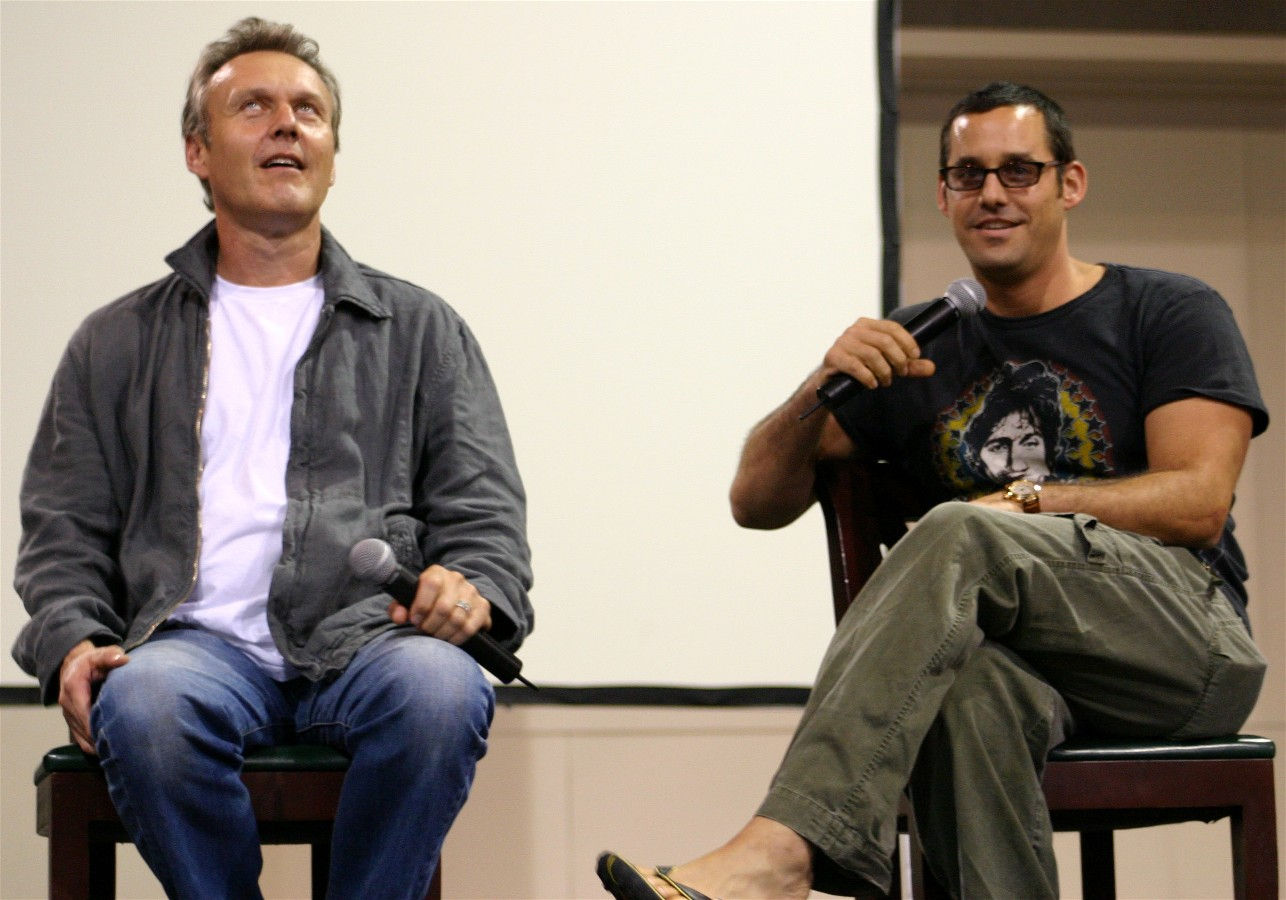
Anthony Stewart Head et Nicholas Brendon lors de la convention de fans SlayerCon à Oakland en 2004.

### Monde universitaire
Buffy a attiré l'intérêt de spécialistes universitaires de la culture populaire dans le cadre de leurs études sur ce sujet et la série a été incluse comme sujet d'étude littéraire et d'analyse. La National Public Radio a décrit Buffy comme étant « tout spécialement suivie dans les milieux académiques, certains d'entre eux ayant revendiqué le fait de se consacrer à ce qu'ils appellent les Buffy Studies. » Bien que n'étant pas pleinement reconnue comme une discipline distincte, le terme de Buffy Studies est communément utilisé parmi les spécialistes universitaires de travaux sur la série.
Mais ces études ont également leurs détracteurs comme l'a noté Jes Battis, auteur de travaux sur la série, remarquant que les études sur Buffy rencontrent « un certain dédain à l'intérieur des halls universitaires ». En dépit de cela, la série a entraîné la publication d'une vingtaine de livres et de centaines d'articles étudiant ses thèmes à travers différentes perspectives, et notamment la sociologie, le langage, la psychologie, la philosophie et les études sur le féminisme. En 2012, le webzine Slate a estimé que Buffy était la série télévisée qui avait engendré le plus d'études académiques à son sujet.

### Fandom
La popularité de Buffy a conduit à la création de nombreux sites web de fans, de forums de discussions sur la série, de nombreuses fanfictions et même de conventions organisées par des fans et dans lesquelles sont invités des membres du casting et de l'équipe. Pendant toute sa diffusion, la série a été la plus populaire des chaînes The WB et UPN avec une audience constituée en majorité d'adolescents et de 20-29 ans mais incluant également un pourcentage non négligeable de téléspectateurs de 30 ans et plus.
La popularité de la série a donné naissance à toute une industrie de produits dérivés, à la création d'objets à l'effigie de la série et à un magazine spécialisé. L'activité sur les sites web consacrés à la série a été intense sur toute la période de sa diffusion, la série étant par exemple celle ayant généré le plus de trafic Internet et de buzz en 1999, et perdure encore plusieurs années après son arrêt.

### Culture populaire
La série se réfère à de nombreux éléments propres au cinéma et à la littérature d'horreur mais fait aussi de nombreux emprunts aux contes de fées et à la science-fiction. Les dialogues entre les personnages comportent souvent des clins d'œil à la culture populaire, la plupart du temps sur un mode humoristique. La culture geek forme même le cœur des dialogues du Trio.
La série est par ailleurs créditée pour avoir créé son propre argot, le Slayer Slang, constitué de mot-valises dont une partie fait parfois référence à un élément de la culture populaire. La plupart du temps, le Slayer Slang est toutefois un simple mélange ou une association entre deux mots pour en créer un troisième, voire une expression créée de toutes pièces.
À la suite de son succès, la série est à son tour devenue le sujet de parodies et de clins d'œil, notamment dans des émissions télévisées et d'autres séries télévisées, mais aussi dans quelques films, jeux vidéo ou comics. Elle est par exemple parodiée dans un épisode de la série Le Loup-garou du campus intitulé Muffy contre les loups-garous (Muffy the Werewolf Slayer), et un clin d’œil discret dans la même série est fait à l'épisode La Soirée de Sadie Hawkins (une soirée du même nom étant également organisée dans le lycée du protagoniste dont la mère, Sally Dawkins, possède un nom paronymique).

### Télévision
Buffy a marqué la télévision par sa mythologie complexe et le travail d'écriture fourni par l'équipe de scénaristes au niveau des arcs narratifs. Elle est ainsi devenue une référence culturelle et d'autres séries citent le nom de la Tueuse de Vampire, notamment Farscape et True Blood. Les créateurs des séries Dead Like Me et Doctor Who ont, entre autres, reconnu l'influence de Buffy sur leur travail. Ainsi, Bryan Fuller, créateur de Dead Like Me, a dit que « Buffy a démontré que de jeunes femmes pouvaient être dans des situations à la fois fantastiques et réalistes, et au lieu de cantonner les femmes au rôle de faire-valoir, la série les a placées au centre de l'action. » Russell T Davies, producteur de Doctor Who, a quant à lui affirmé que « Buffy a prouvé au monde entier, et à l'ensemble de la profession, qu'écrire sur des monstres, des démons et la fin du monde n'était pas un travail d'écrivaillon, que cela pouvait égaler ce qui se faisait de mieux. Joss Whedon a élevé la barre pour chaque scénariste, non seulement les scénaristes de genre mais chacun d'entre nous ». Buffy a également « substantiellement influencé » la série Supernatural, ainsi que les séries Roswell, Smallville et Charmed.
Pour Matt Roush, du magazine TV Guide, la série a élargi le champ narratif habituel grâce à sa mythologie très dense qui oblige le téléspectateur à s'y plonger entièrement pour pouvoir la saisir dans son ensemble, et a en cela inspiré des séries telles que Alias et 24 heures chrono. Et Stephanie Zacharek, du Village Voice, compare la série aux pièces de Shakespeare pour sa « profondeur émotionnelle » et estime qu'elle a été le « signe annonciateur de l'âge d'or des séries télévisées ».
Le magazine Empire place la série en 2e position de son classement des 50 meilleures séries télévisées de tous les temps alors que le magazine Entertainment Weekly la place en 8e position de son classement des 100 meilleures séries télévisées de tous les temps établi en 2013. La série est également présente dans la liste des 50 meilleures émissions télévisées de tous les temps du magazine TV Guide ainsi que dans celle des 100 meilleures émissions télévisées de tous les temps du Time Magazine.
D'autre part, de nombreux scénaristes de Buffy ont par la suite travaillé sur d'autres séries télévisées. David Fury a ainsi participé à Lost et 24 heures chrono, Steven S. DeKnight a participé à Smallville et Daredevil et a créé Spartacus, Jane Espenson a participé à Battlestar Galactica et à Once Upon a Time, Drew Goddard à Alias et Lost, Doug Petrie aux Experts et à Daredevil, et Marti Noxon à Grey's Anatomy et à Mad Men.